# Boeing 757
Vous lisez un « article de qualité » labellisé en 2018.
Le Boeing 757 est un avion de ligne moyen-courrier biréacteur à fuselage étroit produit par Boeing Commercial Airplanes de 1981 à 2004. C'est le plus grand avion passager monocouloir de cet avionneur. Prévu pour remplacer le triréacteur Boeing 727 sur des itinéraires courts et moyen-courriers, le 757 a une plus grande capacité (200 à 289 passagers) sur une distance maximale de 5 830 à 7 600 km, selon la version. Il est équipé de deux turboréacteurs à double flux, d'un empennage conventionnel et, pour réduire la traînée aérodynamique, d'un profil de voilure supercritique. Les deux membres d'équipage disposent d'une planche de bord tout écran. Les pilotes peuvent obtenir une qualification de type commune au 757 et au 767 à fuselage large, les deux appareils, conçus en même temps, ayant des caractéristiques communes.
Le 757 est produit en deux longueurs de fuselage, les versions 200 et 300. Le 757-200 originel entre en service en 1983 suivi, vers la fin des années 1980, par le 757-200PF, version cargo, et le 757-200M, un modèle combi passagers-fret. Le 757-300 allongé, le plus long biréacteur à fuselage étroit jamais produit, est mis en service en 1999. Quelques 757-200 en version passagers seront modifiés au standard transport de fret exceptionnel ; les dérivés militaires comprennent une version transport, le C-32, une version VIP (transport de personnalités) et d'autres appareils polyvalents. Quelques 757 ont aussi été adaptés pour la recherche ou par des opérateurs privés ou gouvernementaux. Tous les 757 sont motorisés par les séries de turboréacteurs à double flux Rolls-Royce RB211 ou Pratt & Whitney PW2000.
Le 757 entre en service commercial chez Eastern Air Lines et British Airways. Il succède aux avions de ligne monocouloirs de la génération précédente sur les itinéraires nationaux de courts et moyens courriers, les navettes et les vols transcontinentaux aux États-Unis. Il obtient la certification ETOPS en 1986 et peut alors être utilisé sur les routes transocéaniques. Les principaux clients du 757 sont les grandes compagnies aériennes américaines, les compagnies charters européennes et les compagnies cargo. Depuis sa mise en service et jusqu'en juin 2012, l'avion a subi huit accidents avec perte de l'appareil, dont sept mortels.
La production du 757 prend fin le 28 octobre 2004 avec un total de 1 049 appareils construits pour 54 clients, soit un bilan plus modeste que le 727. Le 757-200, construit en 913 exemplaires, est de loin le modèle le plus répandu. L'avion n'a pas de successeur direct en raison de la préférence des compagnies pour des avions monocouloirs plus petits issus de la famille Boeing 737. Le dernier 757 est livré à Shanghai Airlines le 28 novembre 2005. En juillet 2019, 655 appareils sont en service.

## Développement

### Contexte historique
Au début des années 1970, après le lancement du 747 à fuselage large, Boeing envisage des évolutions de son triréacteur 727 à fuselage étroit. Conçu pour les itinéraires courts et moyens-courriers, le 727 est l'avion de ligne à réaction le plus vendu des années 1960 ainsi qu'un des piliers du marché aérien intérieur américain,. Les études se concentrent sur l'amélioration du 727-200 de 189 sièges, la version qui a le plus de succès. Deux projets sont étudiés : le premier, le moins cher, est un 727-300 allongé qui utilise la technologie existante et les moteurs montés à l'arrière, le second est un nouvel avion au nom de code 7N7, appareil biréacteur qui doit utiliser les nouveaux matériaux et les techniques de propulsion améliorées qui deviennent disponibles pour l'industrie aérospatiale civile.

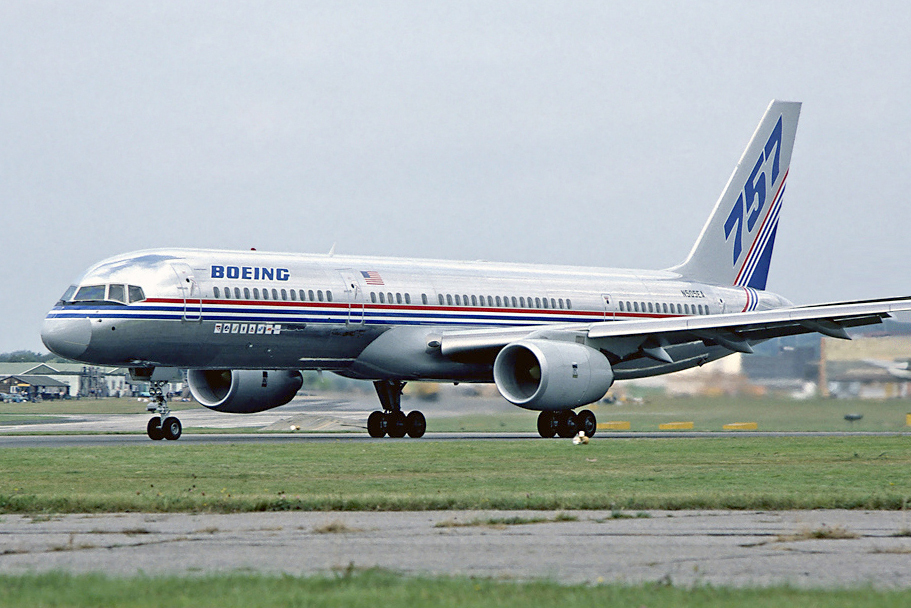
Le 7N7 au salon aéronautique de Farnborough en 1982 en tant que 757-200.

United Airlines apporte sa contribution au projet « Boeing 727-300 », que l'avionneur est sur le point de lancer en 1975, mais n'est plus intéressé après examen des études sur le développement du 7N7. Bien que le 727-300 soit proposé à Braniff International Airways et d'autres compagnies, l'intérêt des clients potentiels reste insuffisant pour un développement. Ils sont plutôt attirés par les turboréacteurs à double flux à grand taux de dilution, les nouvelles technologies du poste de pilotage, une masse plus faible, une aérodynamique améliorée et les coûts d'exploitation réduits, promis par le Boeing 7N7,. Ces caractéristiques sont d'ailleurs incorporées dans le développement en parallèle d'un avion de ligne de taille moyenne à fuselage large, nom de code « 7X7 », qui deviendra le Boeing 767. À la suite de la reprise de l'industrie du transport aérien dans les années 1970, le travail sur les deux projets s'accélère,.
En 1978, les études de développement se concentrent sur deux versions : un Boeing 7N7-100 avec 160 sièges et un Boeing 7N7-200 avec cabine pour 180 sièges. Les nouvelles caractéristiques comprennent une voilure redessinée, des moteurs sous les ailes et des matériaux plus légers tandis que le fuselage avant, l'agencement du cockpit et l'empennage en T sont les mêmes que sur le Boeing 727. Boeing veut proposer la plus faible consommation de carburant par passager-kilomètre de tous les avions à fuselage étroit. Le 31 août 1978, Eastern Air Lines et British Airways sont les premières compagnies à s'engager publiquement pour le 7N7 en annonçant leurs intentions d'achat, totalisant 40 avions pour la version 7N7-200,. Les commandes sont signées en mars 1979 le jour où le constructeur désigne officiellement l'avion comme le « Boeing 757 ». Le 757-100, plus court, ne reçoit aucune commande et est abandonné ; plus tard le Boeing 737 reprendra ultérieurement ce segment de marché.

### Conception
Le 757 est prévu pour être plus performant et avoir un meilleur rendement que son prédécesseur, le 727. L'accent est mis sur les performances énergétiques et reflète les préoccupations des compagnies aériennes pour les coûts d'exploitation, qui ont augmenté à la suite de la hausse des prix du pétrole pendant la guerre du Kippour en 1973 (premier choc pétrolier),. Les objectifs de conception comprennent une réduction de la consommation de carburant de 20 % avec les nouveaux moteurs et 10 % supplémentaires avec les progrès aérodynamiques, par rapport aux avions de la génération précédente. Des matériaux plus légers et de nouvelles ailes participeront également à l'amélioration des performances. La masse maximale au décollage (MTOW) est fixée à 99 800 kg, supérieure de 4 540 kg à celle du Boeing 727. En option, pour les compagnies opérant en climat hot and high où les performances au décollage sont dégradées en raison des températures et des altitudes élevées, des versions avec une masse au décollage plus élevée de façon à accroître la charge utile, sont proposées.

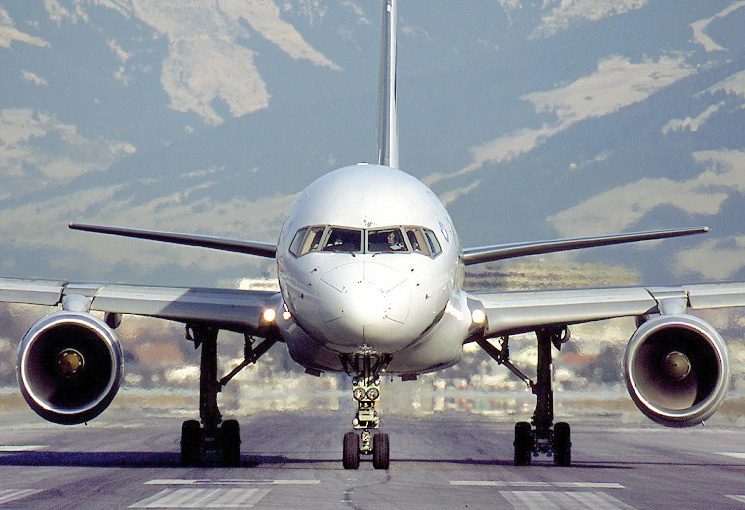
Vue de face d'un 757-200 de Transavia, montrant le profil du fuselage, le dièdre positif de l'aile et les moteurs RB211.

La configuration biréacteur est choisie pour ses bonnes performances énergétiques par rapport à des modèles tri- ou quadriréacteurs. Les deux premières compagnies aériennes à opérer cet avion, Eastern Air Lines et British Airways, choisissent le turboréacteur à double flux RB211-535C construit par Rolls-Royce, qui délivre une poussée de 166 kN. C'est la première fois qu'un avion de ligne de chez Boeing est lancé avec des moteurs fabriqués en dehors des États-Unis. Le constructeur américain Pratt & Whitney propose par la suite le PW2037 de 170 kN de poussée, dont les premiers exemplaires sont installés sur les avions de la compagnie Delta Air Lines avec une commande de 60 appareils en novembre 1980,. General Electric propose également le CF6-32 au début du programme, mais retire plus tard son offre en raison d'une demande trop faible.
Au fur et à mesure du développement, le 757 s'écarte de plus en plus du 727 d'origine et adopte des éléments du 767, dont le développement le précède de plusieurs mois. Afin de réduire les risques et les coûts, Boeing mutualise la conception des deux biréacteurs,, ce qui a pour conséquence de nombreuses caractéristiques communes telles que les installations intérieures et les caractéristiques de maniement. La conception assistée par ordinateur, d'abord utilisée sur le 767, est utilisée pour plus d'un tiers des dessins de conception du 757. Début 1979, un cockpit commun pour deux membres d'équipage, avec une planche de bord tout écran est choisie pour les deux appareils, avec le partage de l'instrumentation, de l'avionique et des systèmes de gestion de vol. Un affichage en couleur par des tubes cathodiques (CRT) remplace les instruments électromécaniques conventionnels, avec une automatisation accrue, ce qui permet de supprimer le poste d'officier mécanicien navigant, propre aux cockpits à trois personnes. Après avoir suivi une formation d'une cinquantaine d'heures environ, les pilotes de 757 peuvent être qualifiés pour piloter le 767 et vice-versa, en raison de leurs similitudes de conception.

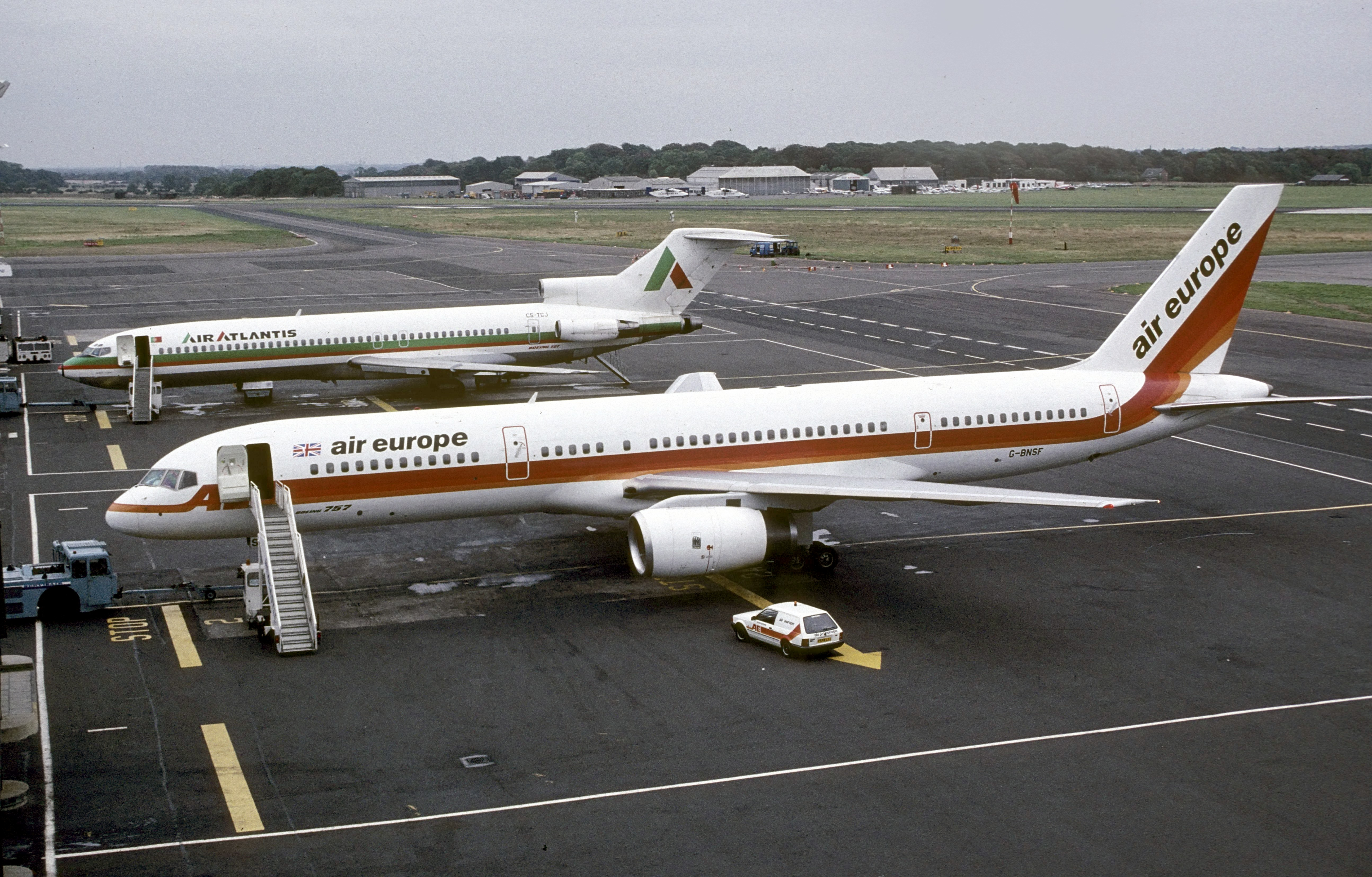
Prédécesseur et successeur : un 727-200 d'Air Atlantis et un 757-200 d'Air Europe à l'aéroport international de Newcastle.

Une nouvelle forme de voilure supercritique, qui produit de la portance sur une plus grande surface d'extrados, est utilisée sur le 757. Les ailes, plus efficaces, ont une traînée réduite et une plus grande capacité d'emport en carburant ; elles sont similaires dans leur configuration à celles du 767. Une plus grande envergure que celle du 727 amène une plus faible traînée induite, tandis que l'emplanture, plus grande, augmente l'espace pour le train d'atterrissage et fournit de la place pour les futures versions allongées de l'avion. Son rayon d'action très long pour un biréacteur au moment de son lancement, qui atteint 4 000 nautiques, ou 7 400 km, lui permet de relier le continent américain à Hawaï et des vols d'un trait d'une côte américaine à l'autre. Cette caractéristique initiale lui permettra aussi d'être utilisé plus tard pour des vols transatlantiques habituellement réservés aux avions longs courriers,.
L'un des derniers vestiges du 727, l'empennage en T, est abandonné au milieu de 1979 en faveur d'un empennage conventionnel. Ceci évite un risque d'une situation aérodynamique appelée décrochage de la profondeur, et permet l'emport de plus de passagers dans une partie arrière du fuselage moins effilée. Avec une longueur de 47,3 m, le 757-200 est plus long de 64 cm que le 727-200 et, avec une plus grande proportion de son volume intérieur dévolue à la cabine, 239 passagers peuvent prendre place, soit 50 de plus que son prédécesseur,. La coupe transversale du fuselage, dont la partie supérieure est commune avec les 707 et 737,, est la seule caractéristique structurelle qui est retenue du 727. Il s'agit principalement de réduire la traînée et, alors qu'un fuselage plus large est envisagé, les besoins en capacité cargo et les penchants des passagers pour un avion gros-porteur sur des itinéraires court-courriers sont jugés faibles par des études de marché de Boeing,.

### Production et essais
Pour produire le 757, Boeing construit une chaîne d'assemblage final dans son usine de Renton (État de Washington), où sont déjà assemblés les 707, 727 et 737. Au début du programme de développement, Boeing, British Airways et Rolls-Royce font pression sur l'industrie aéronautique britannique pour qu'elle construise la voilure du 757,. Finalement, près de la moitié des composants de l'avion, dont les ailes, la section de nez et l'empennage sont produits dans les installations de Boeing et le reste est sous-traité à des sociétés principalement basées aux États-Unis. Fairchild Aircraft construit les becs de bord d'attaque, Grumman fournit les volets et Rockwell International produit la partie principale du fuselage. La montée en puissance de la production pour le nouvel avion de ligne coïncide avec le ralentissement du programme 727, et l'assemblage final du premier appareil commence en janvier 1981.

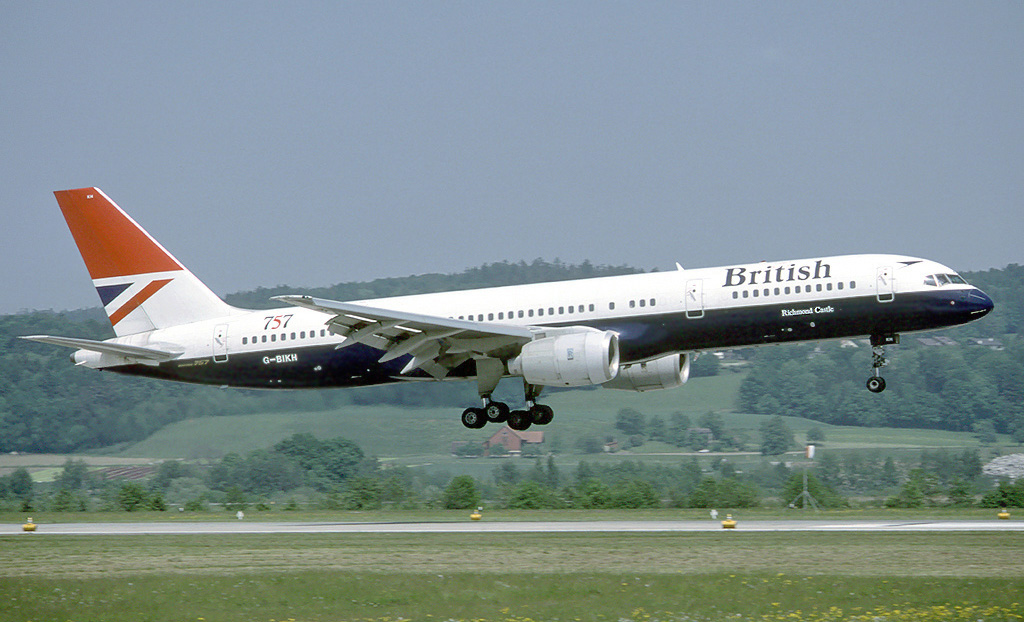
British Airways est l'un des premiers clients du 757 à moteurs RB211.

Le prototype sort de l'usine de Renton le 13 janvier 1982. Équipé de moteurs RB211-535C, il réalise son premier vol le 19 février 1982, en avance d'une semaine sur le calendrier. Lors du vol, un moteur s'arrête à la suite d'indications de basse pression d'huile. Après vérification des diagnostics du système, le pilote d'essai John Armstrong et le copilote Lew Wallick remettent en marche le moteur concerné et le vol se poursuit normalement. Par la suite, le 757 entame un programme d'essais en vol de sept jours par semaine. À cette époque, Boeing a déjà reçu 136 commandes de sept clients : Air Florida, American Airlines, British Airways, Delta Air Lines, Eastern Air Lines, Monarch Airlines et Transbrasil.
Le programme d'essais en vol du 757, d'une durée de sept mois, utilise les cinq premiers appareils construits. Les tâches comprennent les tests de la propulsion et des systèmes de vol, les essais par temps chaud et froid, et des vols sur des itinéraires de démonstration. Les données du programme 767 permettent d'accélérer le processus. Une fois les problèmes de conception identifiés, les portes de sortie reçoivent des mécanismes à double ressort pour en faciliter l'utilisation et le fuselage est renforcé pour augmenter la résistance en cas de collision aviaire. Les appareils de production sont plus légers de 1 630 kg par rapport à la spécification originelle, la consommation de carburant est de 3 % inférieure à celle prévue. L'autonomie est ainsi augmentée de 370 km, ce qui pousse Boeing à vanter les performances énergétiques de son avion. Le 21 décembre 1982, après 1 380 heures d'essais en vol, le 757 à moteurs RB211 reçoit la certification de la Federal Aviation Administration (FAA), suivi par la certification de la Civil Aviation Authority (CAA) du Royaume-Uni le 14 janvier 1983,. La première livraison à Eastern Air Lines, client de lancement, a lieu le 22 décembre 1982, environ quatre mois après les premières livraisons du 767,. Le premier 757 avec les moteurs PW2037 sort des lignes d'assemblage environ un an plus tard et est livré à Delta Air Lines le 5 novembre 1984.

### Entrée en service et exploitation
Le 1er janvier 1983, Eastern Air Lines exploite le premier vol commercial du 757 sur le trajet Atlanta-Tampa. Le 9 février, British Airways commence à utiliser l'avion pour des services navettes entre Londres et Belfast, où il remplace les triréacteurs Hawker Siddeley Trident 3B. Les compagnies charter Monarch Airline et Air Europe commencent également à exploiter le 757 dans l'année. Les premiers opérateurs notent une fiabilité améliorée et un bruit réduit par rapport aux précédents avions de ligne à réaction. Les formations de transition facilitent l'initiation des pilotes au nouveau cockpit à tubes cathodiques et aucun problème technique n'apparaît. Eastern Air Lines, le premier opérateur du 727 à prendre livraison de 757, confirme que l'avion a une plus grande capacité en charge utile que son prédécesseur, avec des coûts d'exploitation moins élevés via une consommation de carburant réduite et l'utilisation d'un cockpit à deux membres d'équipage. Par rapport aux 707 et 727, le nouveau biréacteur consomme respectivement 42 % et 40 % de carburant en moins par passager, sur des itinéraires moyen-courriers typiques.

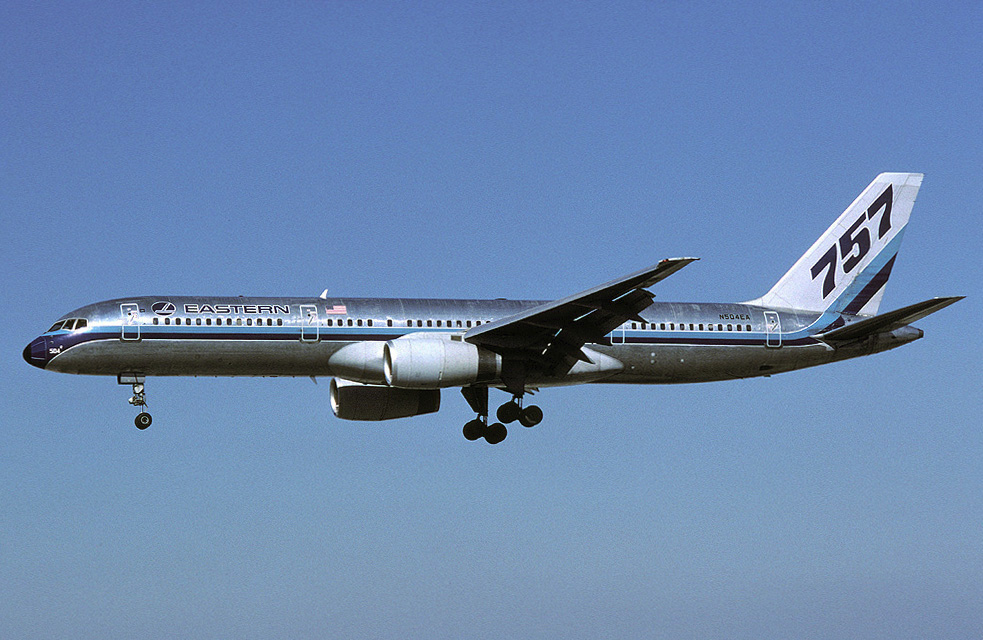
Eastern Air Lines commence les vols intérieurs en janvier 1983 et déploie par la suite l'avion sur les itinéraires transcontinentaux.

Malgré un début prometteur, les ventes de 757 stagnent une bonne partie des années 1980 et resteront inférieur au 727 son prédécesseur, une conséquence de la baisse des prix du carburant et d'un passage à des avions plus petits sur le marché américain après la dérégulation dans le transport aérien. Bien qu'il n'existe pas de concurrent direct, des avions moyen-courriers de 150 sièges, tels que le McDonnell Douglas MD-80, coûtent moins cher à l'achat et peuvent emporter presque autant de passagers que les 757 de certaines compagnies,. La disette de ventes, qui dure trois ans, s'apaise en novembre 1983, quand Northwest Airlines passe commande de 20 avions, ce qui évite une coûteuse baisse du taux de production. En décembre 1985, une version cargo, le 757-200PF, est annoncée à la suite d'une commande de lancement de 20 avions par UPS Airlines et, en février 1986, un modèle combi avec fret et passagers, le 757-200M, est lancé avec la commande d'un appareil par Royal Nepal Airlines. Le modèle cargo comprend un soute cargo sur le pont principal ; il entre en service chez UPS Airlines en septembre 1987. Le modèle combi, qui peut emporter à la fois des passagers et du fret sur son pont principal, est mis en service par Royal Nepal Airlines en septembre 1988.
À la fin des années 1980, l’encombrement croissant des plates-formes de correspondance aéroportuaires et l'entrée en vigueur des réglementations sur les nuisances sonores des aéroports américains crée un redressement des ventes de 757. De 1988 à 1989, 322 commandes sont passées, dont 160 combinées pour American Airlines et United Airlines,. À cette époque, le 757 devient courant sur les vols intérieurs court-courriers et les services transcontinentaux aux États-Unis, et remplace les 707, 727, Douglas DC-8 et DC-9 vieillissants. Le 757-200 a une autonomie de 7 220 km (3 900 milles nautiques), plus d'une fois et demi celle du 727, ce qui permet aux compagnies d'exploiter l'avion sur de plus longs itinéraires sans escale. Le 757 est également utilisé sur des aéroports aux réglementations exigeantes sur le bruit, comme l'aéroport John-Wayne dans le comté d'Orange en Californie du Sud, et les aéroports avec des restrictions sur la taille des avions, tels que l'aéroport national de Washington près du centre-ville de Washington, DC. Les principaux opérateurs américains, Delta Air Lines et American Airlines, exploitent chacun des flottes de plus de 100 appareils.

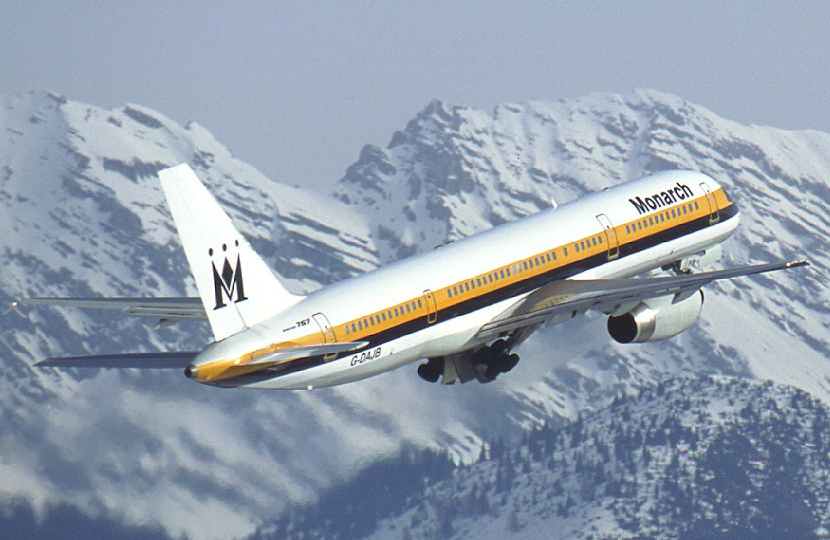
Monarch Airlines commence les services charters avec le 757 en mars 1983.

En Europe, British Airways, Iberia et Icelandair sont les plus importants clients du 757, tandis que d'autres compagnies comme Lufthansa refusent ce modèle jugé trop grand par rapport à leurs besoins en avions moyen-courriers. À la fin des années 1980, plusieurs compagnies charter européennes, dont Air 2000, Air Holland et LTU International deviennent également acquéreurs du biréacteur pour les vacances et les vols de voyages organisés,. En Asie, où les plus gros avions sont souvent préférés en raison de leur grande capacité en passagers, moins de commandes sont passées pour le 757. En 1982, l'augmentation des ventes ne parvient pas à attirer le client potentiel Japan Airlines, et le premier client asiatique, Singapore Airlines, vend ses quatre 757 en 1989 pour se standardiser sur le gros porteur Airbus A310 de 240 sièges, seulement cinq ans après l'entrée en service du modèle sur les itinéraires indonésiens et malais. Les ventes du 757 sont meilleures en Chine où, à la suite d'un premier achat par l'Administration de l'aviation civile de Chine (CAAC) en 1987, les commandes grimpent à 59 appareils, ce qui en fait le plus grand marché asiatique. Des opérateurs tels que China Southern, China Southwest, Shanghai Airlines, Xiamen Airlines et Xinjiang Airlines utilisent le 757 sur des vols intérieurs moyen-courriers.
En 1986, la FAA donne le feu vert aux 757 à moteurs RB211 pour des opérations aux standards de performance d'exploitation de bimoteurs à autonomie accrue (ETOPS) au-dessus de l'Atlantique Nord,, à la suite des précédents établis par le 767. En vertu d'ETOPS, un ensemble de normes de sécurité régissant les vols de biréacteurs au-dessus des océans, les compagnies commencent à utiliser l'avion sur des itinéraires intercontinentaux moyen-courriers. Bien que le 757 n'est pas été initialement prévu pour des vols transocéaniques, les régulateurs fondent leur décision sur ses résultats, en ce qui concerne la fiabilité et les services transcontinentaux allongés aux États-Unis,. La certification ETOPS des 757 équipés des séries de moteurs PW2000 est obtenue en 1992.
Au début des années 1990, la FAA et d'autres agences gouvernementales américaines, dont la National Aeronautics and Space Administration (NASA) et le conseil national de la sécurité des transports (NTSB), commencent à étudier les caractéristiques de turbulences de sillage du 757. Ceci fait suite à plusieurs incidents, dont deux accidents mortels, au cours desquels des petits avions privés subissent des pertes de contrôle alors qu'ils volent loin derrière le biréacteur. Des avions de ligne plus petits connaissent également des mouvements de roulis inattendus lorsqu'ils volent derrière des 757. Les enquêteurs se fondent sur le dessin supercritique de l'aile qui, à certains moments du décollage ou de l'atterrissage, peut produire des tourbillons marginaux qui sont plus puissants que ceux qui émanent des Boeing 767 et Boeing 747 plus gros. Les autres tests sont peu concluants, ce qui conduit à un débat entre les agences gouvernementales et, en 1994 puis en 1996, la FAA met à jour les réglementations de contrôle du trafic aérien de façon à exiger une plus grande séparation derrière le 757 que pour les autres avions à réaction de grande catégorie,. Le 757 devient le seul avion de ligne de moins de 136 000 kg à être classé comme avion à réaction « lourd », aux côtés des avions gros-porteurs, selon les règles de séparation de la FAA.

### Version allongée
La production du 757 culmine à un taux annuel de 100 appareils au début des années 1990, au cours desquelles des modèles améliorés sont étudiés. Pendant plus d'une décennie, le biréacteur moyen-courrier a été le seul avion de ligne monocouloir du constructeur à ne pas avoir de version allongée et, bien que des rumeurs sur un 757-200X long-courrier et un 757-300X allongé persistent, aucune annonce officielle n'est faite. Les compagnies charter européennes sont particulièrement intéressées par une version à plus grande capacité qui pourrait mieux tirer parti de l'autonomie du 757. En plus de répondre aux besoins des clients charter, un modèle plus grand permettrait à Boeing d'égaler les capacités d'emport de passagers du 767-200 avec des coûts d'exploitation réduits et de proposer une alternative aux versions à plus grande portée de l'Airbus A321 de 185 sièges, une nouvelle version allongée de l'avion de ligne moyen-courrier A320,.

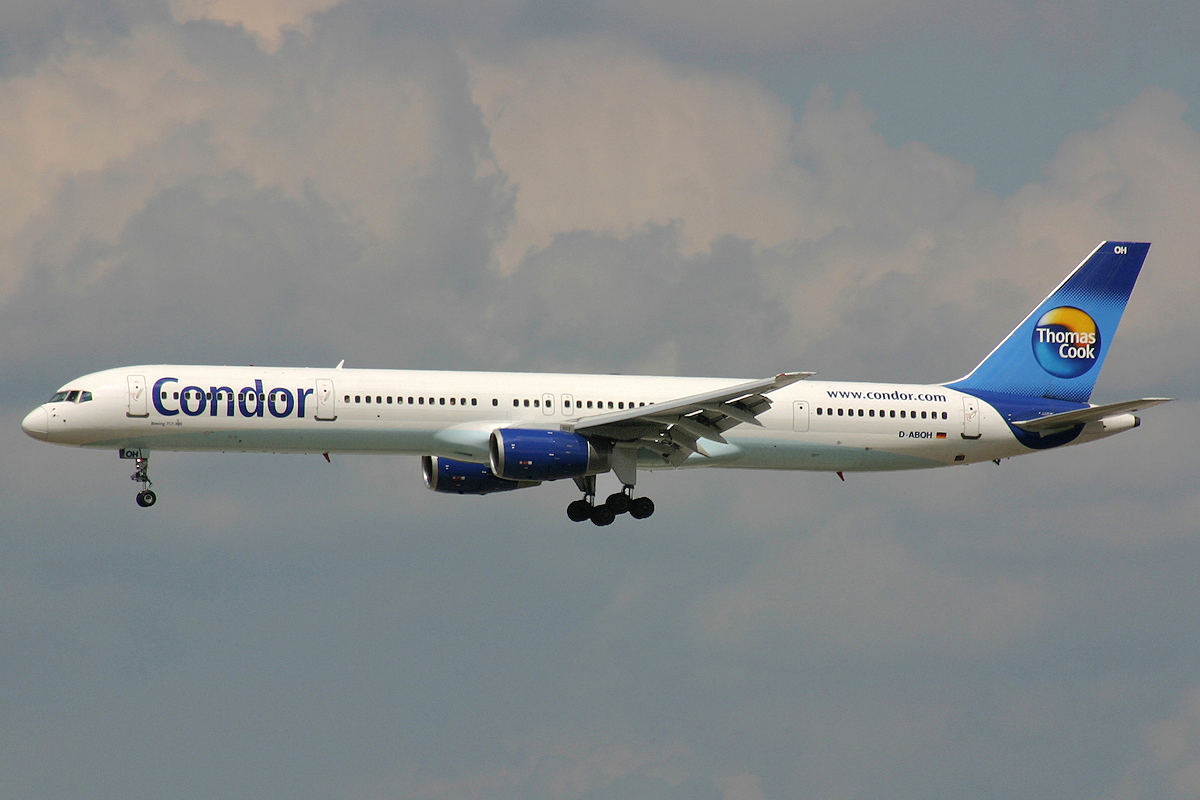
Condor devient le premier opérateur du 757-300 allongé en mars 1999.

En septembre 1996, à la suite d'une commande de lancement de 12 avions par la compagnie charter Condor, Boeing présente le 757-300 allongé au salon aéronautique de Farnborough. Cette version est plus longue de 7,13 m que le 757-200 ; l'avion peut ainsi accueillir 50 passagers supplémentaires et près de 50 % de fret en plus,. La phase de conception du modèle est la plus courte de l'histoire du constructeur, 27 mois s'étant écoulés entre le lancement et la certification. En raison des préoccupations de développement et des coûts, les modernisations radicales telles que le cockpit perfectionné du 737 Next Generation ne sont pas réalisées. À la place, le dérivé allongé reçoit des moteurs modernisés, une avionique améliorée et un intérieur redessiné,. Le premier 757-300 sort de la ligne d'assemblage le 31 mai 1998 et effectue son premier vol le 2 août. La certification est obtenue en janvier 1999 et le modèle entre en service le 19 mars chez Condor.
Le 757-300 est également commandé par American Trans Air, Arkia Israel Airlines, Continental Airlines, Icelandair et Northwest Airlines. Pour cette version, les ventes restent faibles et atteignent finalement 55 appareils. Boeing a prévu le 757-300 comme remplaçant du 767-200 pour ses deux principaux clients, American Airlines et United Airlines, mais aucun n'est dans une situation financière qui lui permet d'investir dans un nouvel avion. L'ouverture aux autres compagnies charter ne donne pas lieu à d'autres commandes. En novembre 1999, face à une baisse des ventes et un carnet de commandes réduit, malgré le lancement du 757-300, Boeing commence à étudier une diminution du taux de production.

### Développements supplémentaires
Bien que le programme 757 ait été un succès sur le plan financier, le déclin des ventes au début des années 2000 menace sa viabilité à long terme,. Les compagnies aériennes s'intéressent de nouveaux à des avions plus petits, désormais principalement le Boeing 737-900 et l'Airbus A320, en raison de leur risque financier réduit. Un ralentissement de l'industrie du transport aérien et le grand nombre de 757 relativement jeunes déjà en service réduit également la demande des clients. En 2000, stimulé par l'intérêt de Air 2000 et Continental Airlines, Boeing réétudie la possibilité de construire un 757-200X à plus long rayon d'action. Il doit présenter des réservoirs de carburant auxiliaires, ainsi que des améliorations aux ailes et au train d'atterrissage du 757-300, ce qui a pour conséquence une masse maximale au décollage plus élevée et une autonomie potentielle de plus de 9 260 km (5 000 milles nautiques). Cependant, la proposition ne reçoit aucune commande,. En mars 2001, Boeing livre le premier 757-200SF, un 757-200 d'occasion converti pour une utilisation comme avion cargo, à DHL Aviation. Le 757-200SF marque la première incursion du constructeur dans les conversions des avions de ligne en avions cargo.

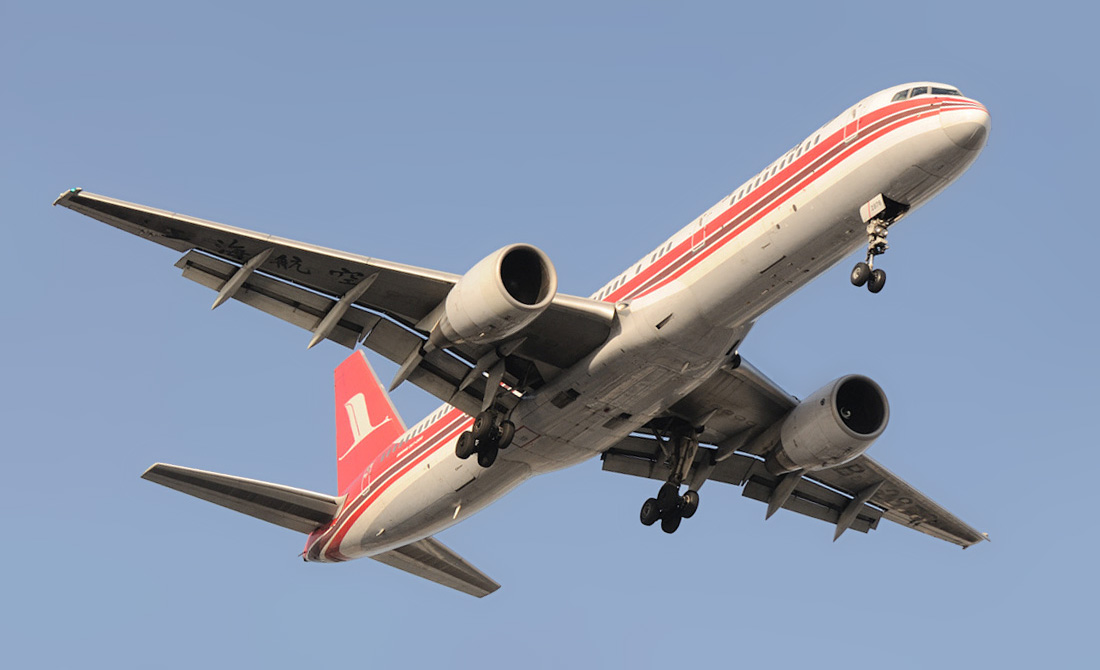
Shanghai Airlines reçoit le dernier 757 de production, B-2876, en novembre 2005.

L'intérêt des clients pour les nouveaux 757 continue à régresser et, en 2003, une nouvelle campagne de ventes se centre sur les 757-300 et 757-200PF qui rapporte seulement cinq commandes. En octobre 2003, à la suite de la décision de Continental Airlines de remplacer ses commandes restantes de 757-300 par le 737-800, Boeing annonce la fin de la production du 757. Le 28 octobre 2004, le 1050e et dernier exemplaire, un 757-200 construit pour Shanghai Airlines, sort de la ligne d'assemblage à l'usine de Renton et est livré le 28 novembre 2005 après plusieurs mois de stockage,. Avec la fin du programme 757, Boeing se concentre sur l'assemblage du 737 à son usine de Renton, réduisant les effectifs de ses installations de 40 % et transférant le personnel sur d'autres sites.
Depuis la fin de la production, la plupart des 757 restent en service, principalement aux États-Unis,. Entre 2004 et 2008, le coût moyen du carburant triple pour les vols intérieurs typiques avec le 757, imposant aux compagnies d'améliorer le rendement énergétique de leurs flottes. En mai 2005, la FAA donne son approbation pour des winglets homologués par le constructeur Aviation Partners Incorporated en tant que modernisation sur le 757-200. Les winglets augmentent le rendement énergétique de 5 % et augmentent l'autonomie de 370 km (200 milles nautiques) via une réduction de la traînée induite,. Continental Airlines est la première à commander des winglets pour le 757-200 et devient en février 2009 le premier utilisateur de 757-300 à winglets.

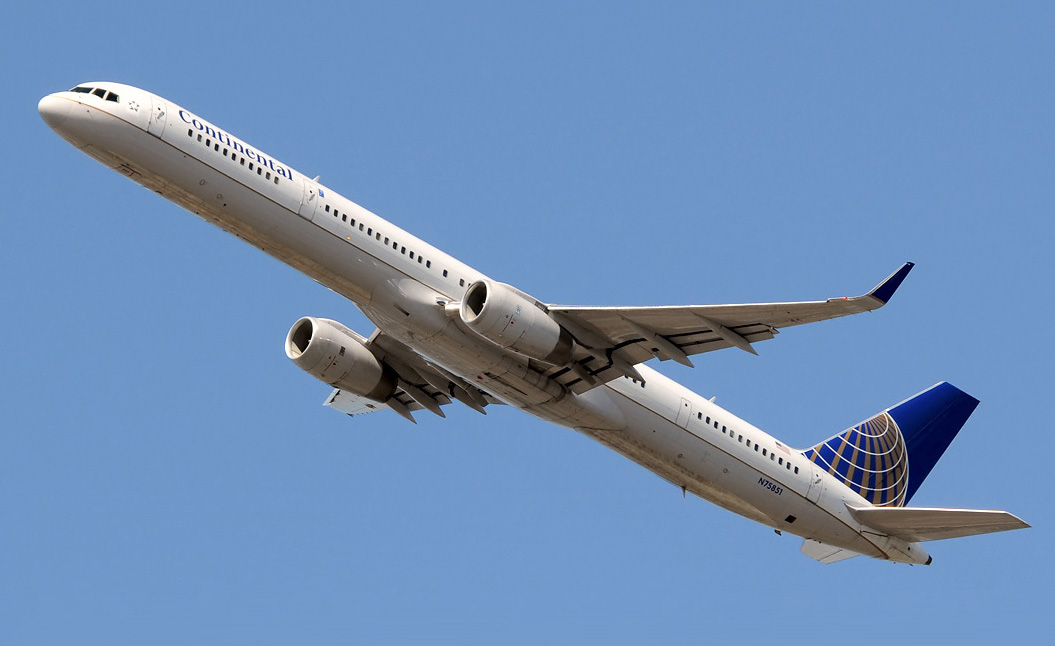
Un 757-300 de Continental Airlines avec des winglets (petites ailes bleues) qui réduisent la traînée induite et augmentent le rendement énergétique.

Dans les années 2010, le 757 est le seul avion moyen-courrier présent dans les grandes flottes des quatre compagnies traditionnelles américaines : American Airlines, Delta Air Lines, United Airlines et US Airways,. La capacité du 757 et son autonomie restent largement inégalées chez les avions de ligne moyen-courriers ; pour le remplacer, les compagnies ont le choix entre passer à des appareils monocouloirs plus petits avec moins de sièges et une distance franchissable réduite, tel que le 737-900ER et l'A321, ou migrer vers les gros-porteurs 787 Dreamliner et A330-200 à plus grand rayon d'action,. Le Tupolev Tu-204, un biréacteur à fuselage étroit de conception similaire au 757 mis en service en 1989, est proposé dans une version de 200 sièges, dont la production est restreinte principalement aux clients russes,. D'après Boeing, le 737-900ER de 215 sièges, d'une autonomie de 5 930 km (3 200 milles nautiques), est l'avion en production le plus proche du 757-200.
En juillet 2011, 898 exemplaires du biréacteur sont en service et Delta Air Lines est le principal utilisateur, avec 185 appareils.

### Succession du 757
En 2011, des cadres de Boeing déclarent que le constructeur n'a pas l'intention de développer d'avion de ligne de 200 sièges voué à remplacer ses plus gros avions moyen-courriers. À la place, une nouvelle famille d'avions de ligne, nom de code « Y1 », de 145 à 180 sièges, est envisagée pour les marchés couverts par le 737-700 et le 737-800,. Des modèles Y1 allongés ou une version moyen-courrier du 787 Dreamliner sont des remplaçants possibles pour le 757. En 2012, après la suspension du projet Y1 en faveur du 737 Max, une famille de 737 redessinés avec de nouveaux moteurs, Boeing indique que les 737 MAX, plus grands, pourraient couvrir la majeure partie du marché de remplacement du 757. Au même moment, le constructeur dévoile également qu'il mène des études pour un successeur long-courrier du 757 destiné aux itinéraires transatlantiques. En avril 2015, Boeing indique qu'il ne développera pas de successeur au Boeing 757.
Début 2017, le marché du remplacement du 757 est dominé par l'Airbus A321 de plus grande capacité que le Boeing 737-900 (180 sièges contre 205 en version bi-classe), puis par l'Airbus A321 neo qui peut transporter de 220 à 240 passagers et qui profite d'un créneau laissé vacant par l'abandon du développement du Boeing 787-3, loin devant le Boeing 737 Max 9, ce qui conduit Boeing à sonder le marché pour un tout nouvel appareil bicouloir de taille moyenne dit MOM (Middle of Market). Boeing réagit au début de l'été 2017 en annonçant le lancement et plusieurs centaines de commandes d'une version allongée de son 737, le Boeing 737 Max 10 pouvant embarquer jusque 230 passagers et disponible à partir de 2020,, mais cela n'empêche pas Delta, au parc important de 757 à remplacer de préférer l'A321neo dont il passe commande ferme de 100 exemplaires et de 100 options à Airbus en décembre 2017. Face à un éventuel Boeing MOM, Airbus compte capitaliser dès 2019 avec l’A321neo LR capable de vols transatlantiques avec son rayon d'action de 7 410 km et au besoin en lançant une version encore allongée de l'A321. Le futur Boeing MOM ne semble pas pouvoir être disponible avant 2027 et son éventuel lancement reste en compétition avec une éventuelle remotorisation du Boeing 767-300ER.

## Descriptif technique

### Vue d'ensemble

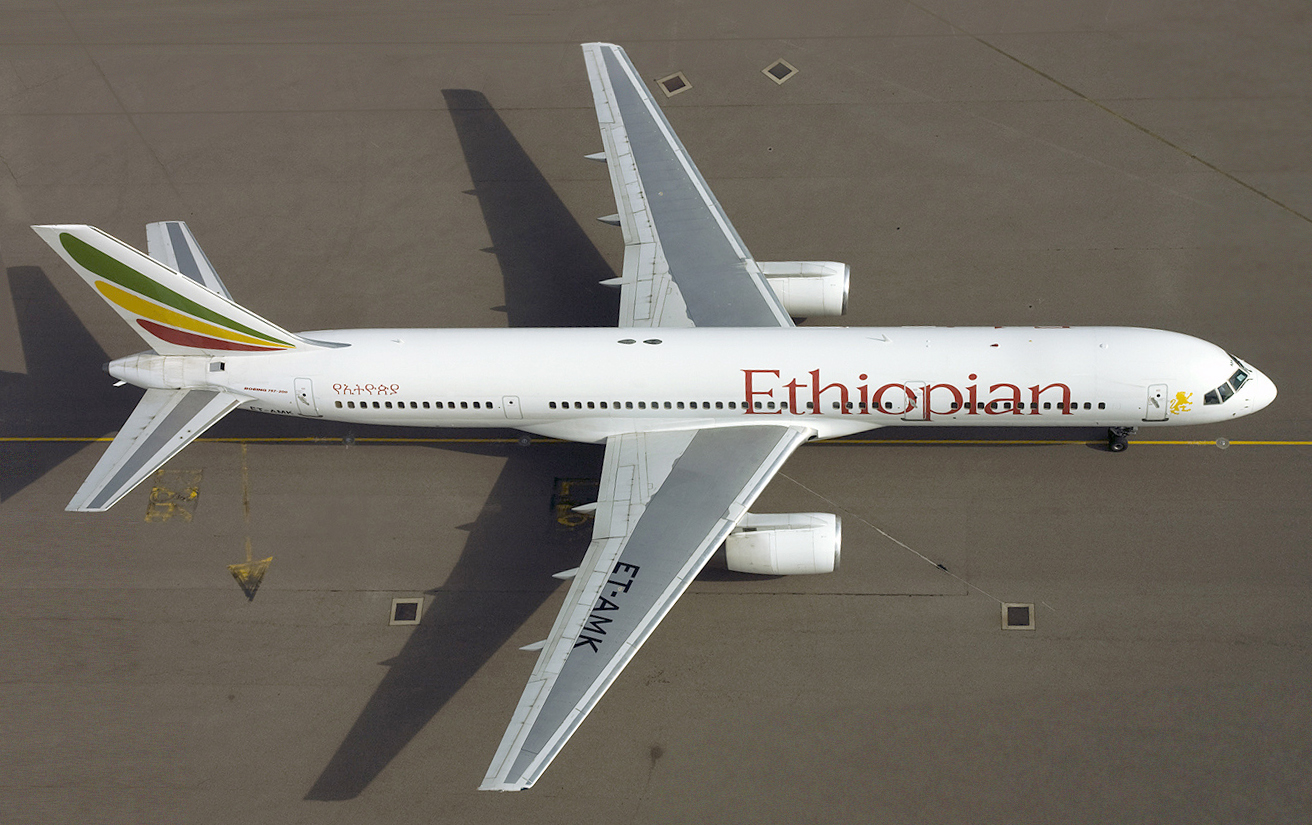
Un 757-200 d'Ethiopian Airlines à l'aéroport de Londres-Heathrow.

Le 757 est un monoplan cantilever à ailes basses avec un empennage cruciforme conventionnel doté d'une simple dérive. La voilure a un profil supercritique et chaque aile est équipée de becs de bord d'attaque à cinq panneaux, de volets à simple et double fentes, d'un aileron extérieur et de six spoilers. Les ailes sont quasiment identiques sur toutes les versions du 757, avec une flèche de 25°, et optimisées pour une vitesse de croisière de Mach 0,8 (858 km/h),. La réduction de l'angle de flèche supprime le besoin d'ailerons intérieurs, mais induit une petite pénalisation en traînée sur les itinéraires court et moyen-courriers, pour lesquelles la majeure partie du vol est passée à monter ou descendre. La cellule comprend en outre, des surfaces d'ailes en polymère renforcé de fibres de carbone, des carénages et panneaux d'accès en Kevlar, ainsi que des alliages d'aluminium améliorés, qui réduisent ensemble la masse totale de 950 kg,.
Pour répartir le poids de l'avion au sol, le 757 a un train d'atterrissage tricycle avec quatre roues par bogie du train principal et deux pour la roulette de nez. Le train d'atterrissage est spécialement conçu pour être plus haut que sur les précédents moyen-courriers du constructeur afin de fournir une garde au sol suffisante pour les modèles allongés. En 1982, le 757-200 devient le premier avion de ligne subsonique à présenter des freins en carbone comme option d'usine, fournis par Dunlop. Le 757-300 allongé est équipé d'un sabot de queue rétractable à l'arrière du fuselage pour éviter les dégâts en cas de contact entre la queue et la piste au décollage.
En plus de l'avionique générale et des systèmes informatiques, le 757 partage le groupe auxiliaire de puissance, les systèmes électriques de puissance, le cockpit et les parties hydrauliques avec le 767. Via la communauté opérationnelle, les pilotes de 757 peuvent obtenir un qualification de type commune pour piloter le 767 et partager la même ancienneté avec les pilotes des deux avions,. Ceci permet de réduire les coûts pour les compagnies aériennes qui exploitent les deux biréacteurs,.

### Systèmes de vol

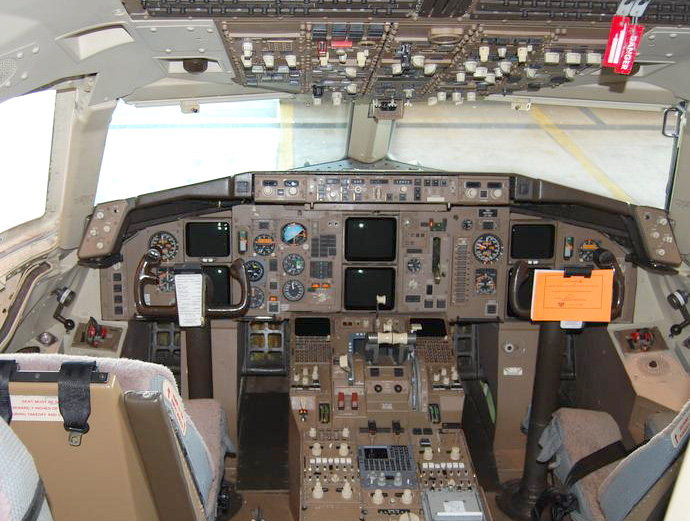
Le cockpit à deux membres d'équipage d'un 757-200 d'American Airlines avec l'affichage CRT.

Le poste de pilotage du 757 possède six écrans CRT Rockwell Collins pour afficher les instruments de vol, ainsi qu'un système électronique d'instruments de vol (EFIS) et le système d'indications moteur et d'alerte de l'équipage (EICAS). Ces systèmes permettent aux pilotes de s'occuper du travail de surveillance auparavant réalisé par l'officier mécanicien navigant. Un système de gestion de vol amélioré, perfectionné par rapport aux versions utilisées sur les premiers Boeing 747, automatise la navigation et d'autres fonctions, tandis qu'un système d'atterrissage automatique facilite les atterrissages CAT IIIb aux instruments dans les conditions où la visibilité est réduite à moins de 150 m. Le système de référence inertielle (IRS), qui fait ses débuts sur le 757-200, est le premier à recevoir des gyrolasers. Sur le 757-300, le cockpit modernisé est équipé d'un ordinateur de gestion de vol Honeywell Pegasus, d'un EICAS amélioré et de systèmes de logiciels révisés.
Pour accueillir la même planche de bord que le Boeing 767, la section de nez du 757 est plus arrondie que sur les précédents avions à fuselage étroit,. L'espace qui en résulte dégage la visibilité sur le tableau de bord et laisse de la place pour un siège d'observateur. Le plancher en pente descendante et l'utilisation des mêmes vitres frontales que sur le Boeing 767 permettent aux pilotes d'avoir les mêmes angles de vue sur les deux appareils,.
Trois circuits hydrauliques indépendants sont installés sur le 757, un alimenté par chaque moteur et le troisième utilisant des pompes électriques,. Un éolienne de secours doit fournir de l'électricité pour les commandes essentielles en cas d'urgence. Une forme basique de commandes électriques facilite l'utilisation des spoilers, utilisant des signaux électriques au lieu des câbles de commandes traditionnels. Le système de commandes électriques, partagé avec le Boeing 767, permet de réduire le poids et d'assurer le fonctionnement indépendant de chaque spoiler. Lorsqu'il est équipé pour des opérations à portée accrue, le 757 comprend un générateur hydraulique de secours et un ventilateur dans la soute électronique.

### Intérieur

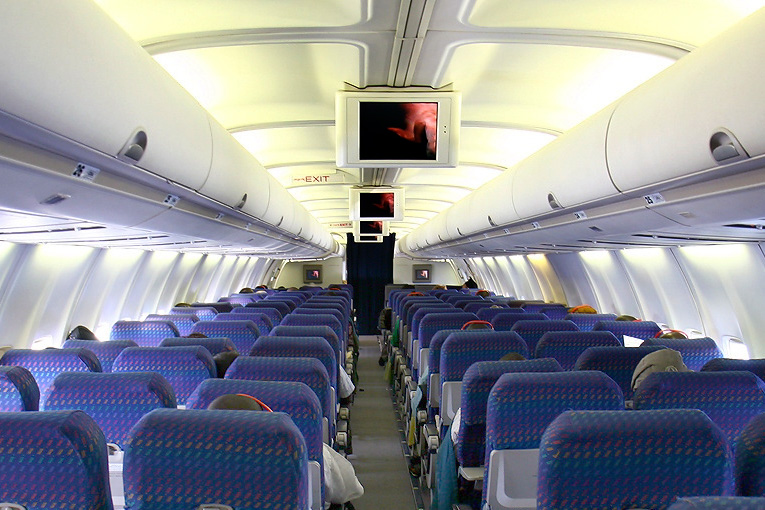
Aménagement de la cabine d'un Boeing 757-200 d'Ethiopian Airlines en classe économique.

L'intérieur du 757 permet d'avoir jusqu'à six sièges par rangée, avec un seul couloir central. Initialement optimisé pour des vols d'une durée moyenne de deux heures, le 757 est équipé d'éclairage intérieur et l'architecture de sa cabine vise à donner une impression de plus d'espace. Comme pour le 767, l'équipement courant consiste en des housses à vêtements dans les coffres à bagages et en un galley arrière en classe économique. Les coffres sont deux fois plus grands que ceux du 727. Pour gagner du poids, les panneaux intérieurs et les coffres ont une structure en nid d'abeilles. Contrairement aux modèles précédents de toboggans d'évacuation qui ne sont pas équipés pour des amerrissages, les issues principales comportent des radeaux de sauvetage gonflables similaires à ceux du 747. Dans les années 1980, Boeing modifie les dessins d'intérieur de ses autres avions à fuselage étroit pour qu'ils soient similaires à ceux du 757.
En 1998, le 757-300 reçoit un intérieur redessiné dérivé de celui du 737 Next Generation et du 777, avec des panneaux de plafond sculptés, un éclairage indirect et des coffres à bagages plus grands ; ces derniers peuvent recevoir en option une main courante intégrée à leur base qui fait toute la longueur de la cabine. Des capsules de stockage contenant des radeaux de secours et d'autres équipements d'urgence sont également ajoutées, installées dans le plafond. L'intérieur du 757-300 devient par la suite une option sur tous les nouveaux 757-200. En 2000, comme les bagages à main à roulettes deviennent de plus en plus populaires, Delta Air Lines commence à installer des extensions de coffres à bagages sur ses 757-200 afin de fournir plus d'espace de stockage ; American Airlines fait la même chose en 2001. Les plus grands coffres font partie des modernisations de l'intérieur d'après-ventes qui comprend des panneaux de plafond et un éclairage améliorés.

## Versions

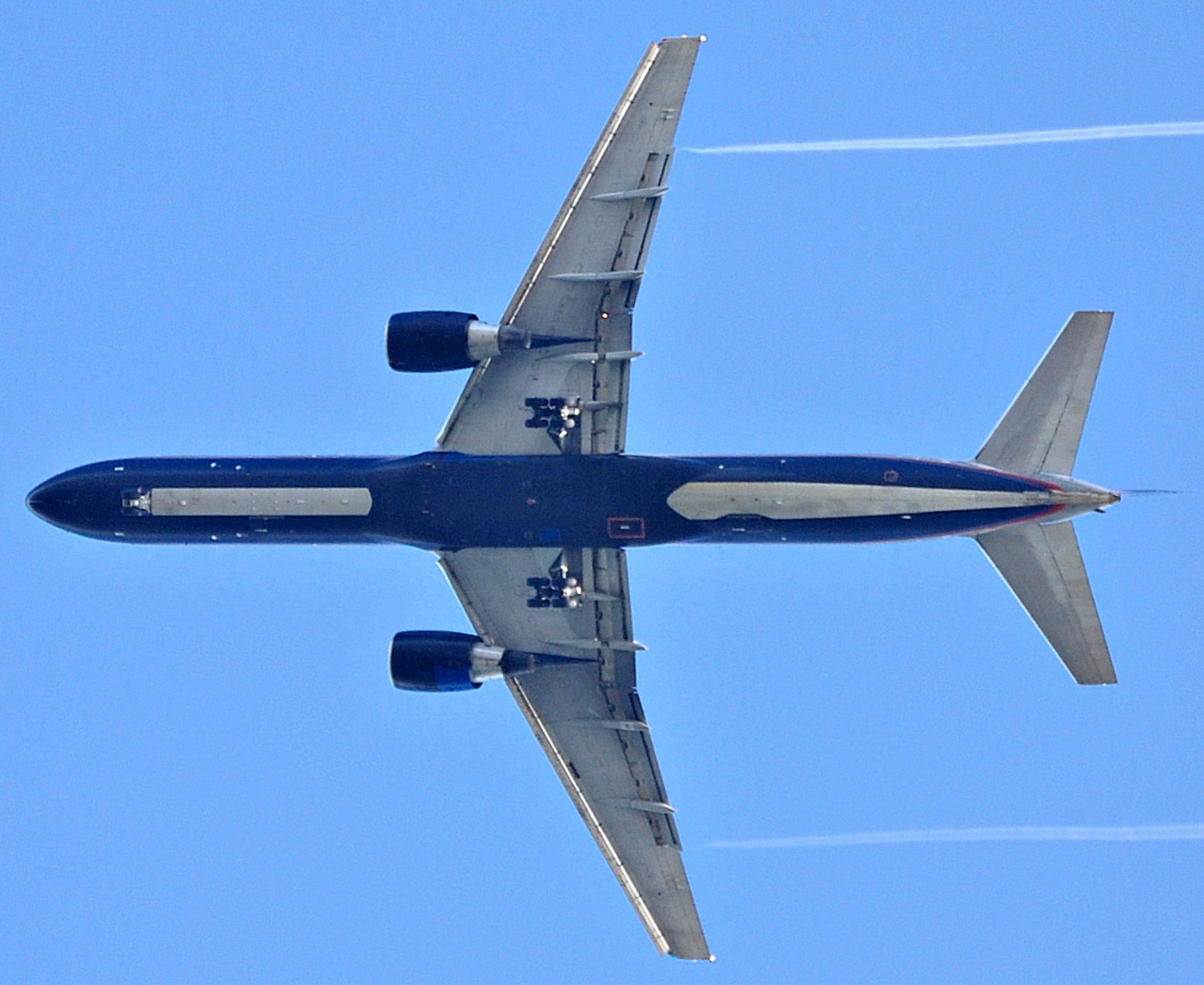
Vue de la voilure d'un 757-200 de United Airlines en approche finale avec le train d'atterrissage, les volets et les becs sortis.

Le 757 est produit en longueur standard et en version allongée. Le 757-200 initial fait ses débuts comme modèle de transport de passagers et a été par la suite dérivé en avions cargo 757-200P et 757-200SF, ainsi qu'en version convertible 757-200M. Le 757-300 allongé est seulement disponible pour le transport de passagers. Quand ils font référence aux différentes versions, Boeing et les compagnies aériennes sont connus pour contracter le numéro du modèle (757) avec l'indicateur de version (par exemple -200 ou -300) en une forme tronquée (par exemple « 752 » ou « 753 »). L'Organisation de l'aviation civile internationale (OACI) classe toutes les versions basées sur le 757-200 sous le code « B752 », tandis que le 757-300 est appelé « B753 ».

### 757-200
Le 757-200, la version initiale de l'avion, entre en service en 1983 chez Eastern Air Lines. Ce modèle est produit avec deux configurations de portes, les deux avec trois portes de cabine classiques par côté. La version de base possède une quatrième porte de cabine plus petite de chaque côté à l'arrière des ailes et est certifiée pour un maximum de 239 passagers, tandis que la version alternative dispose d'une paire de sorties de secours de chaque côté, donnant sur les ailes, et peut en accueillir un maximum de 224,. Le 757-200 est présenté avec une masse maximale au décollage de 116 000 kg. Quelques compagnies aériennes et publications ont fait référence à des versions certifiées ETOPS, avec une masse brute supérieure, comme « 757-200ER »,,, mais cette désignation n'est pas utilisée par le constructeur,. Le premier moteur à équiper le 757-200, le Rolls-Royce RB211-535C, est remplacé par le RB211-535E4 en octobre 1984. Les autres moteurs utilisés sont le RB211-535E4B, le PW2037 et le PW2040 de Pratt & Whitney.
Bien qu'il soit conçu pour les itinéraires courts et moyens-courriers, le 757-200 est depuis utilisé dans une multitude de rôles, allant des services navettes à haute fréquence aux traversées transatlantiques. En 1992, après avoir obtenu l'approbation ETOPS, American Trans Air lance des services transpacifiques entre Tucson et Honolulu. Depuis le début du XXIe siècle, les principales compagnies américaines ont de plus en plus déployé cette version sur les routes transatlantiques vers l'Europe, et particulièrement vers les plus petites villes, où le nombre de passagers ne permet pas d'accueillir des gros porteurs. La production du 757-200 totalise 913 appareils, faisant de cette version le modèle de 757 le plus populaire. En juillet 2019, 289 exemplaires sont en service.

### 757-200PF

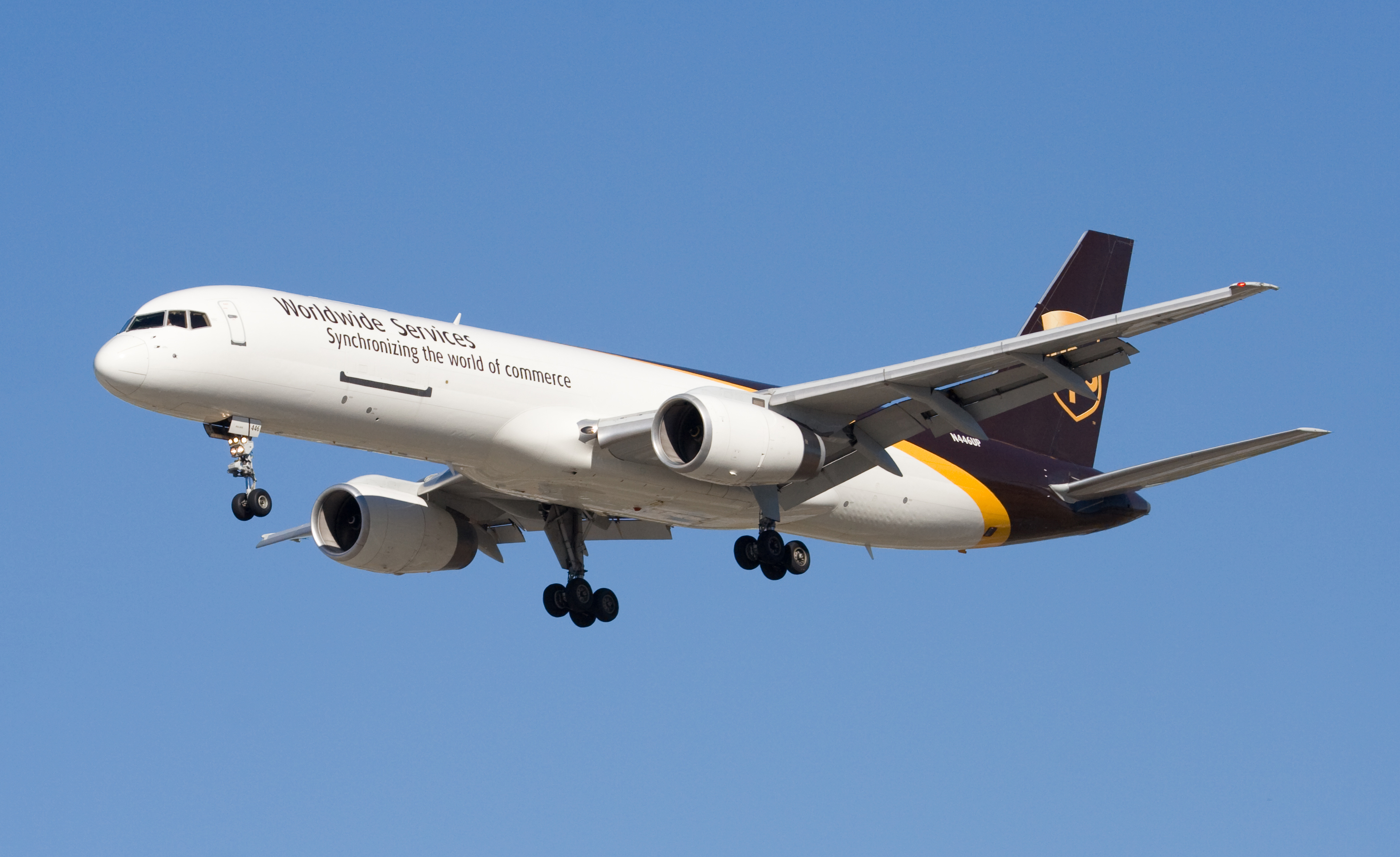
Un 757-200PF de UPS Airlines arrivant à l'aéroport international de San José.

Le 757-200PF (package freighter), version cargo du 757-200, entre en service en 1987 chez UPS Airlines. Destiné au marché de livraison de colis de nuit, l'avion peut emporter plus de 15 conteneurs de type LD3 ou des palettes sur son pont principal, pour un volume de plus de 187 m3, tandis que ses deux soutes inférieures peuvent accueillir plus de 51,8 m3 de marchandises en vrac. La charge utile a une masse maximale de 39 800 kg avec le poids des conteneurs. Le 757-200PF est certifié pour une MTOW de 116 000 kg, ; lorsqu'il est complètement chargé, il peut voler sur 5 830 km (3 150 milles nautiques). Comme il ne transporte pas de passagers, il peut réaliser des vols transatlantiques sans les restrictions ETOPS. Les moteurs sont des RB211-535E4B de Rolls-Royce, ou des PW2037 et PW2040 de Pratt & Whitney.
L'avion est équipé d'une grande porte cargo, s'ouvrant vers le haut et vers l'extérieur, sur le côté gauche de la partie avant du fuselage. À côté de cette porte se trouve une porte de sortie pour les pilotes. Les autres sorties de secours sont supprimées, tout comme les hublots de cabine et les équipements passagers,. La soute cargo du pont principal a un habillage lisse en plastique à renfort de verre et une barrière rigide fixe avec une porte coulissante sert de paroi de retenue, à côté du poste de pilotage. Les deux soutes inférieures peuvent être équipées d'un système télescopique pour charger des modules de fret équipés sur mesure. Pour les opérations transatlantiques à grande distance, les 757-200PF de UPS Airlines reçoivent un groupe auxiliaire de puissance, un équipement supplémentaire de lutte contre l'incendie dans la soute cargo, une avionique avancée et un réservoir de carburant dans la soute cargo inférieure arrière. Au total, 80 exemplaires du 757-200PF sont produits.

### 757-200M

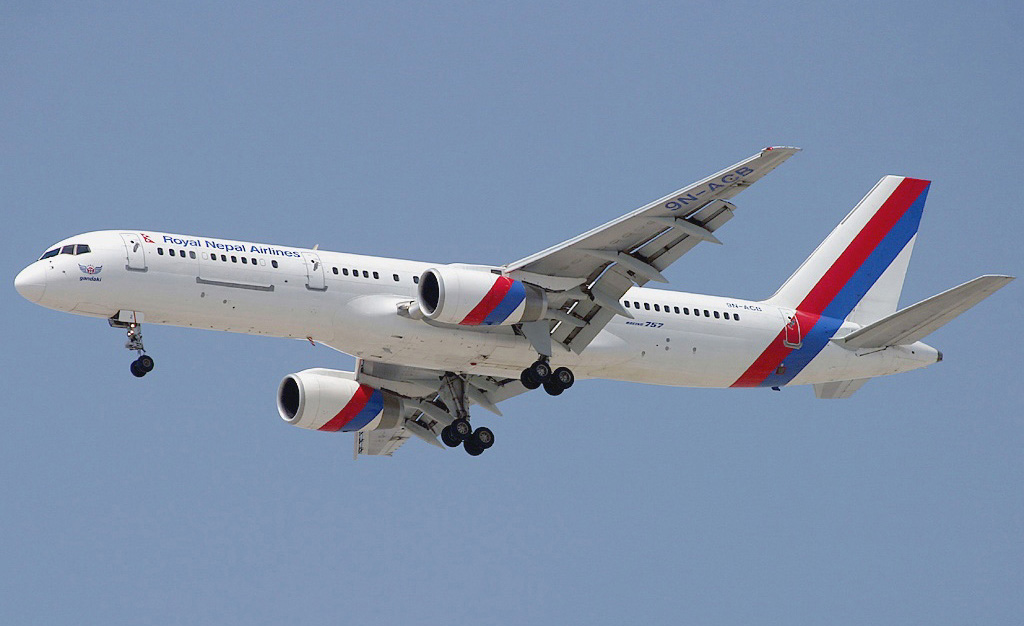
Le seul 757-200M de Nepal Airlines arrivant à l'aéroport international de Dubaï.

Royal Nepal Airlines commande un 757-200M en 1986. Également connu comme « 757-200M Combi », ce modèle conserve les hublots et les portes de cabine du 757-200, tandis qu'une porte cargo est ajoutée à l'avant gauche comme pour le 757-200PF. Équipé de moteurs Rolls-Royce RB211-535E4 et dont la MTOW est de 109 000 kg, c'est le seul exemplaire commandé,,. Cet appareil, une version convertible pouvant emporter du fret ou des passagers sur son pont principal, entre en service en 1988 chez Royal Nepal Airlines, pour desservir l'aéroport international de Thibhuvan sur les piémonts de l'Himalaya. Calqué sur les versions aménageables du Boeing 737 et du Boeing 747, le 757-200M peut accueillir de deux à quatre palettes de fret sur son pont principal, en même temps que de 123 à 148 passagers dans l'espace restant de la cabine.
En octobre 2010, les sociétés Pemco World Air Services et Precision Conversions lancent des programmes de conversion visant à modifier des 757-200 en 757 Combi,. Vision Technologies Systems lance un programme similaire en décembre 2011. Les conversions des trois sociétés consistent à modifier la partie avant de l'avion afin de fournir de l'espace pour plus de dix palettes de fret, tout en laissant l'espace restant pour environ 45 à 58 sièges passagers,. Cette configuration est destinée aux vols charter qui transportent simultanément du personnel et de l'équipement lourd. Les clients du 757 Combi comportent Air Transport Services Group, National Airlines et North American Airlines. En juillet 2019, 4 appareils sont en service.

### 757-200SF
Le 757-200SF (special freighter), une conversion des 757-200 à passagers pour une utilisation cargo, est mis en service en 2001 chez DHL,. Les modifications réalisées par Boeing Wichita, dans le Kansas, comprend le retrait des équipements passagers, le renforcement structurel du plancher de l'ancienne cabine et l'installation d'une section de fuselage de 757-200PF avec une porte cargo bâbord. Les deux portes d'entrée avant sont conservées, ce qui fournit une capacité cargo de 14 palettes sur le pont principal, soit une de moins que le 757-200PF. Des systèmes de contrôle de l'environnement peuvent être embarqués pour le transport d'animaux, et les issues arrière sont conservées sur quelques appareils,. En plus de Boeing, Israel Aerospace Industries et ST Aerospace Services ont également réalisé des conversions en 757-200SF. En septembre 2006, FedEx Express annonce un projet, d'un coût de 2,6 milliards de dollars, visant à acquérir plus de 80 avions cargo 757 convertis pour remplacer sa flotte de Boeing 727. En juillet 2019, 307 appareils des versions cargo 757-200PF et 200SF sont en service.

### 757-300

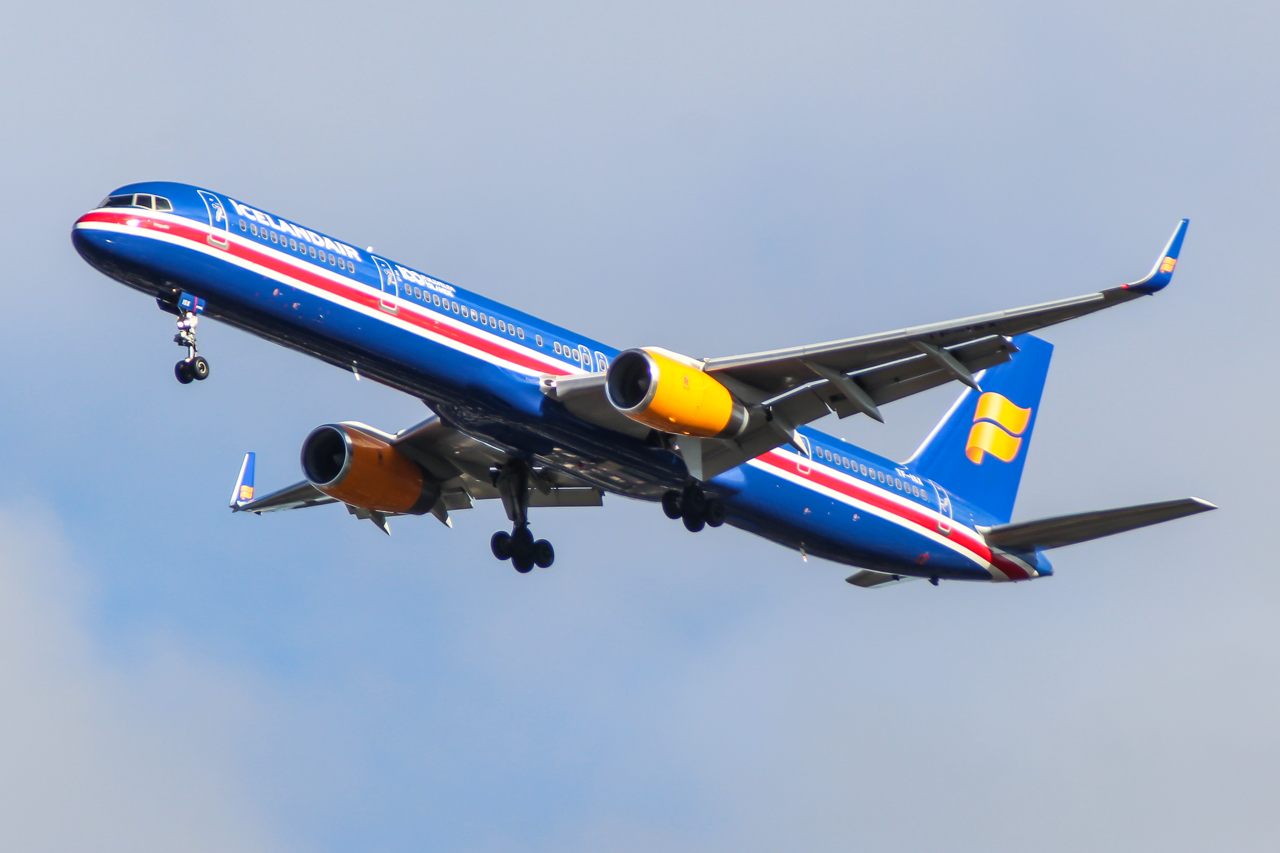
Un 757-300 d'Icelandair arrivant à l'aéroport international de Glasgow.

Le 757-300, version allongée de l'avion, entre en service en 1999 chez Condor. Avec une longueur totale de 54,5 m, le modèle est le plus long biréacteur monocouloir jamais construit. Conçu pour servir le marché du transport aérien charter et fournir un remplaçant peu coûteux du 767-200, le 757-300 partage le dessin de base du 757 initial, tout en ayant le fuselage allongé en avant et en arrière des ailes. Huit portes de cabine standards, ainsi que deux sorties de secours de chaque côté donnant sur les ailes, permettent d'avoir une capacité maximale certifiée de 289 passagers. La MTOW est plus élevée, fixée à 124 000 kg, tandis que la capacité en carburant reste inchangée ; en conséquence, la version allongée a une autonomie maximale de 6 290 km (3 395 milles nautiques),. Les moteurs utilisés sur le modèle sont le RB211-535E4B de Rolls-Royce et le PW2043 de Pratt & Whitney,. En raison de sa plus grande longueur, le 757-300 reçoit un sabot de queue rétractable à l'arrière du fuselage,.
Condor commande le 757 allongé pour remplacer ses McDonnell Douglas DC-10 et faire des services de transport à bas coûts et à haute densité vers des destinations de vacances comme les îles Canaries. Comme les tests montrent que l'embarquement dans le 757-300 peut prendre plus de huit minutes de plus que dans le 757-200, Boeing et Condor développent des procédures d'embarquement par zones passagers pour accélérer les temps de chargement et de déchargement pour l'avion allongé.
L'appareil est principalement utilisé par les compagnies United Airlines (21 exemplaires ex-Continental Air Lines), Delta Air Lines (16 exemplaires ex-Northwest Airlines) et Icelandair (deux exemplaires) ; les autres utilisateurs comprennent les compagnies charter Condor et Thomas Cook Airlines qui possèdent en tout 13 appareils, ainsi qu'Azur Air Ukraine qui a acquis trois appareils d'occasion (ex-Condor ou Akria) en 2020-2021.
Auparavant, le 757-300 a été utilisé par American Trans Air (dix exemplaires tous revendus à Continental Airlines), Arkia (deux exemplaires, revendus depuis à Icelandair ou Azur) ainsi que et Sun d'Or qui a loué un des appareils d'Akria entre 2001 et 2002.
La production du 757-300 totalise 55 appareils, et tous sont en service en juillet 2018.

### Gouvernements, armées et entreprises
Des gouvernements, armées et clients privés ont acquis le 757 pour des utilisations allant des essais et de la recherche aéronautiques au transport cargo ou de VIP. Le 757-200, la version la plus largement commandée de l'avion, sert de base pour ces applications. Le premier gouvernement à utiliser le 757 est la force aérienne mexicaine, qui prend livraison d'un 757-200 en configuration VIP en novembre 1987.

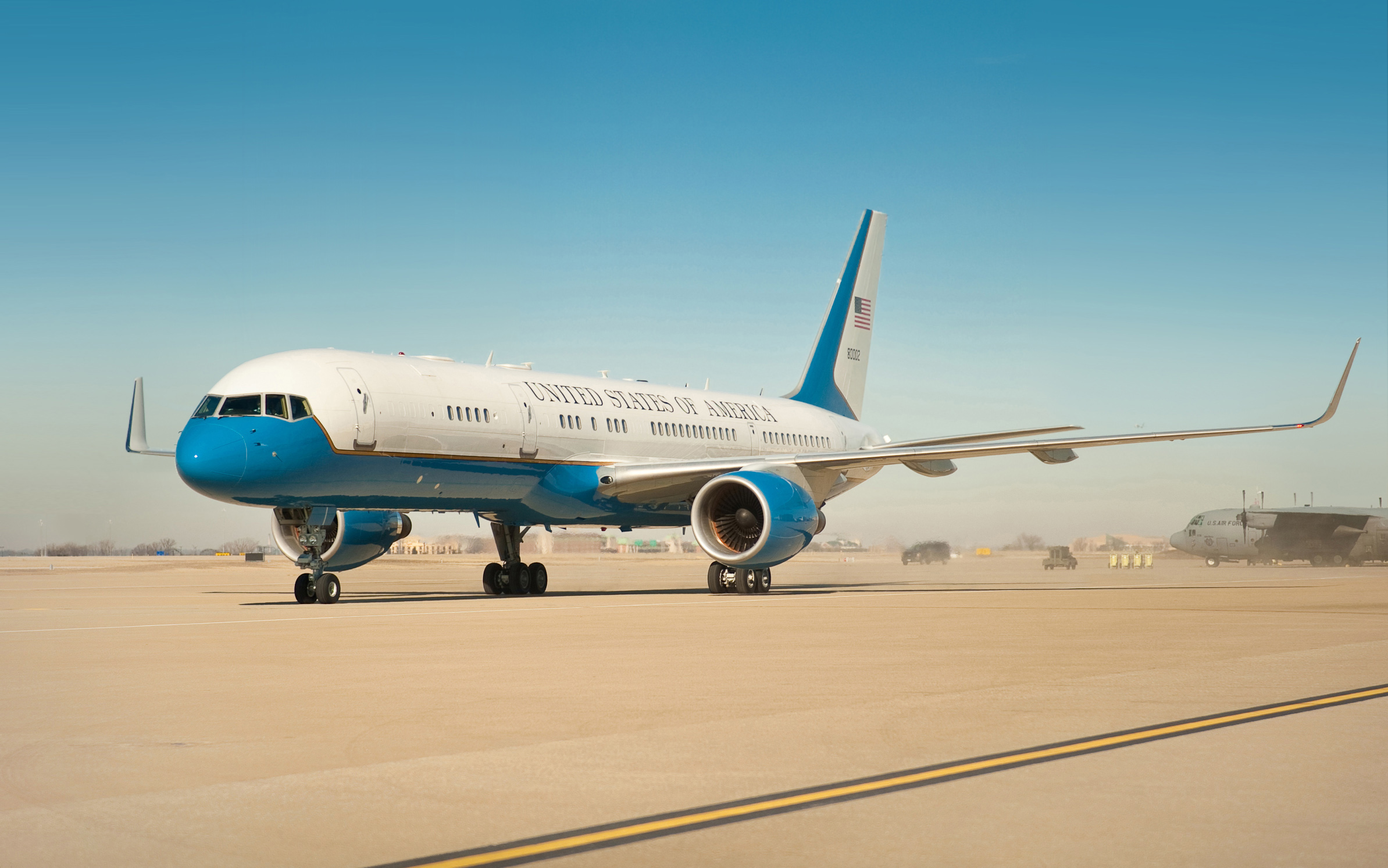
Le C-32A, une version du 757, est le moyen de transport habituel du vice-président des États-Unis.

- Airborne Research Integrated Experiments System (ARIES) : Cette plate-forme de la NASA pour la sécurité aérienne et la recherche opérationnelle, est créée en 1999 et utilise le deuxième 757 de production[161]. L'appareil a précédemment servi dans le programme d'essais du 757 avant d'entrer en service chez Eastern Air Lines[161]. Après l'achat de l'avion par la NASA en 1994, afin de remplacer son Boeing 737-100 servant de banc d'essais[55],[161], il est initialement utilisé pour évaluer un système hybride de contrôle du flux laminaire, les systèmes d'avionique pour l'avion de chasse Northrop YF-23 en projet et le système de commandes de vol électriques du Boeing 777[55]. Équipé d'un poste de recherche dans le cockpit, de laboratoires embarqués et de deux postes de pilotage expérimentaux[161], ARIES sert pour l'évaluation des informations météorologiques et les systèmes d'approche à l'atterrissage, ainsi que les essais de frottements sur la piste[161]. ARIES est parti en stockage en 2006[162].
- C-32 : l'United States Air Force (USAF) exploite quatre 757-200 configurés en transport de personnalités sous la désignation C-32A, pour des missions comprenant le transport du vice-président des États-Unis sous l'indicatif d'appel Air Force Two[163]. Les C-32A sont équipés d'un centre de communication, d'une salle de conférence, d'un coin salon et de quartiers privés[163]. L'USAF utilise également deux 757-200 de 45 sièges, désignés C-32B, pour un emploi, entre autres, par l'équipe extérieure de soutien d'urgence au département d'État des États-Unis[55],[164]. Les C-32A ont un schéma de peinture bleu et blanc utilisé par l'USAF pour sa flotte de transports VIP[163], tandis que les C-32B sont peints d'un blanc uni avec les marquages d'identification minimaux[165],[166]. Les premiers C-32 sont livrés en 1998 et remplacent les C-137[55].

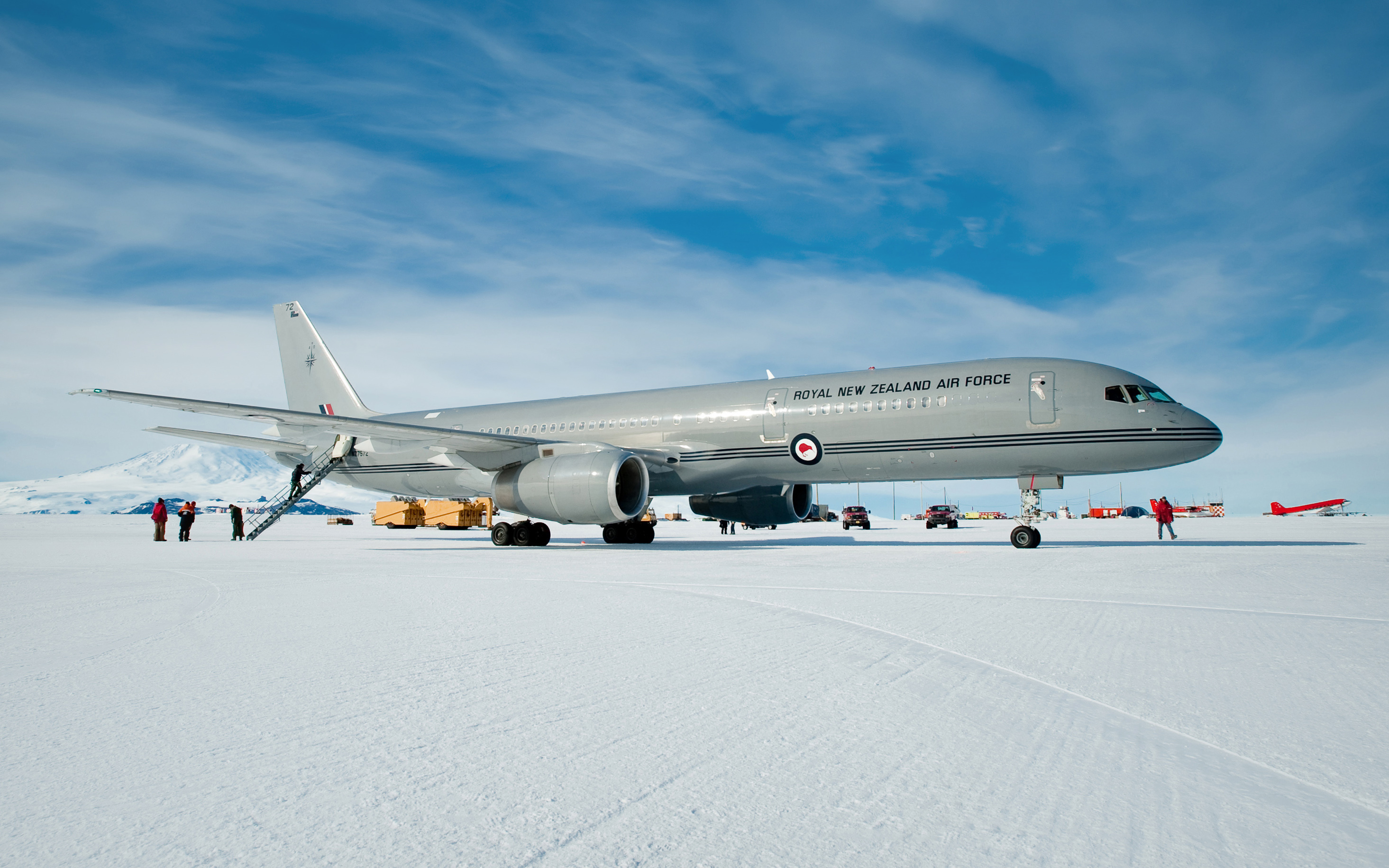
En 2009, la force aérienne royale néo-zélandaise fait voler un de ses 757 Combi en Antarctique pour la première fois.

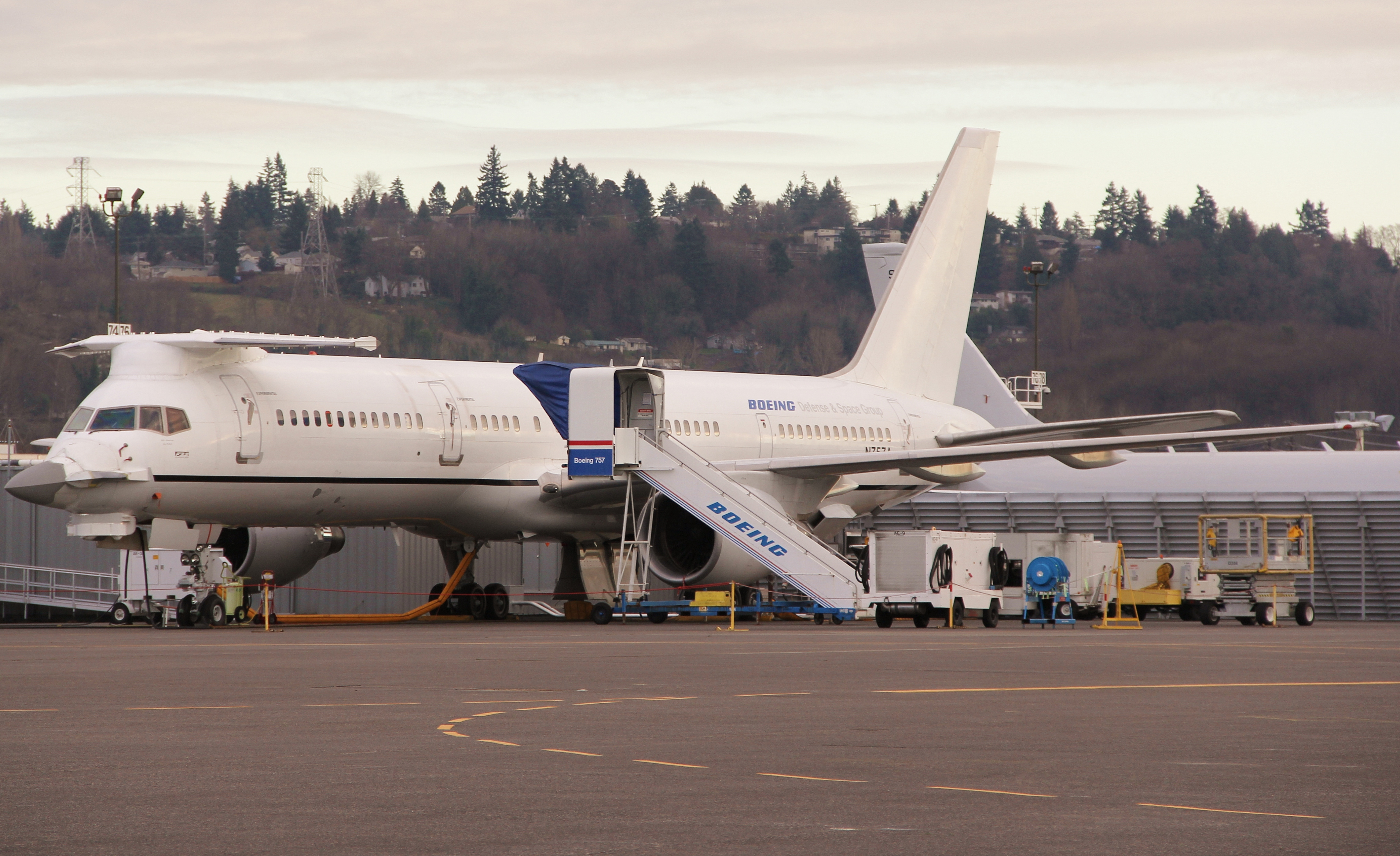
Le prototype N757A, exemplaire ayant permis de développer l'avionique du F-22 Raptor.

- F-22 Flying Testbed : Le premier 757 construit est utilisé comme banc d'essais pour l'avionique et l'intégration des capteurs du F-22 Raptor à partir de 1998[167],[168]. L'appareil, appartenant à Boeing, reçoit un plan canard au-dessus du cockpit pour simuler la disposition des détecteurs de l'aile du chasseur, ainsi qu'une section de fuselage avant du F-22 comprenant le radar et d’autres systèmes, et un laboratoire de 30 sièges avec des capteurs de communication, de guerre électronique, d'identification et de navigation[167],[169],[170].
- Royal New Zeland Air Force 757 Combi : La force aérienne royale néo-zélandaise (RNZAF) utilise deux 757 convertis au standard 757-200M par ST Aerospace Services pour la livraison de matériel, l'évacuation médicale, les mouvements de troupes et le transport VIP[171],[172]. Une porte cargo, un groupe auxiliaire de puissance perfectionné, un système de communications amélioré et des escaliers escamotables sont ajoutés[172]. L'avion, qui remplace deux Boeing 727-100QC[172], a transporté le Premier ministre de Nouvelle-Zélande[173] et a volé vers le Pegasus Field couvert de glace, près de la base antarctique Scott néo-zélandaise dans le détroit de McMurdo[174].
- Les utilisations officielles du 757-200 ont notamment été les transports du président de l'Argentine sous l'identification Tango 01[175] du Presidential Air Group, et du président du Mexique par la force aérienne mexicaine, sous l'indicatif d'appel « TP01 » ou « Transporte Presidencial 1 »[176]. Un 757-200 de Royal Brunei Airlines a été utilisé par le sultan de Brunei dans les années 1980 avant d'être vendu au gouvernement du Kazakhstan en 1995[177].

### Personnalités
Pendant l'élection présidentielle américaine de 2004, le sénateur John Kerry affrète un 757-200 de TransMeridian Airlines, surnommé Freedom Bird, comme avion de campagne. Pendant celle de 2008, Barack Obama, alors sénateur, affrète un 757-200 de North American Airlines dans le même but. En 2008, le groupe musical britannique Iron Maiden affrète et personnalise un 757, surnommé « Ed Force One », pour leur Somewhere Back in Time World Tour, et dont le chanteur Bruce Dickinson est le pilote. Depuis les années 2000, Mark Cuban, propriétaire des Mavericks de Dallas, a utilisé son 757-200 pour transporter les membres de l'équipe entre les matchs. Special Flight Service (SFS), une division de Saudi Arabian Airlines, utilise un 757-200 comme hôpital volant.

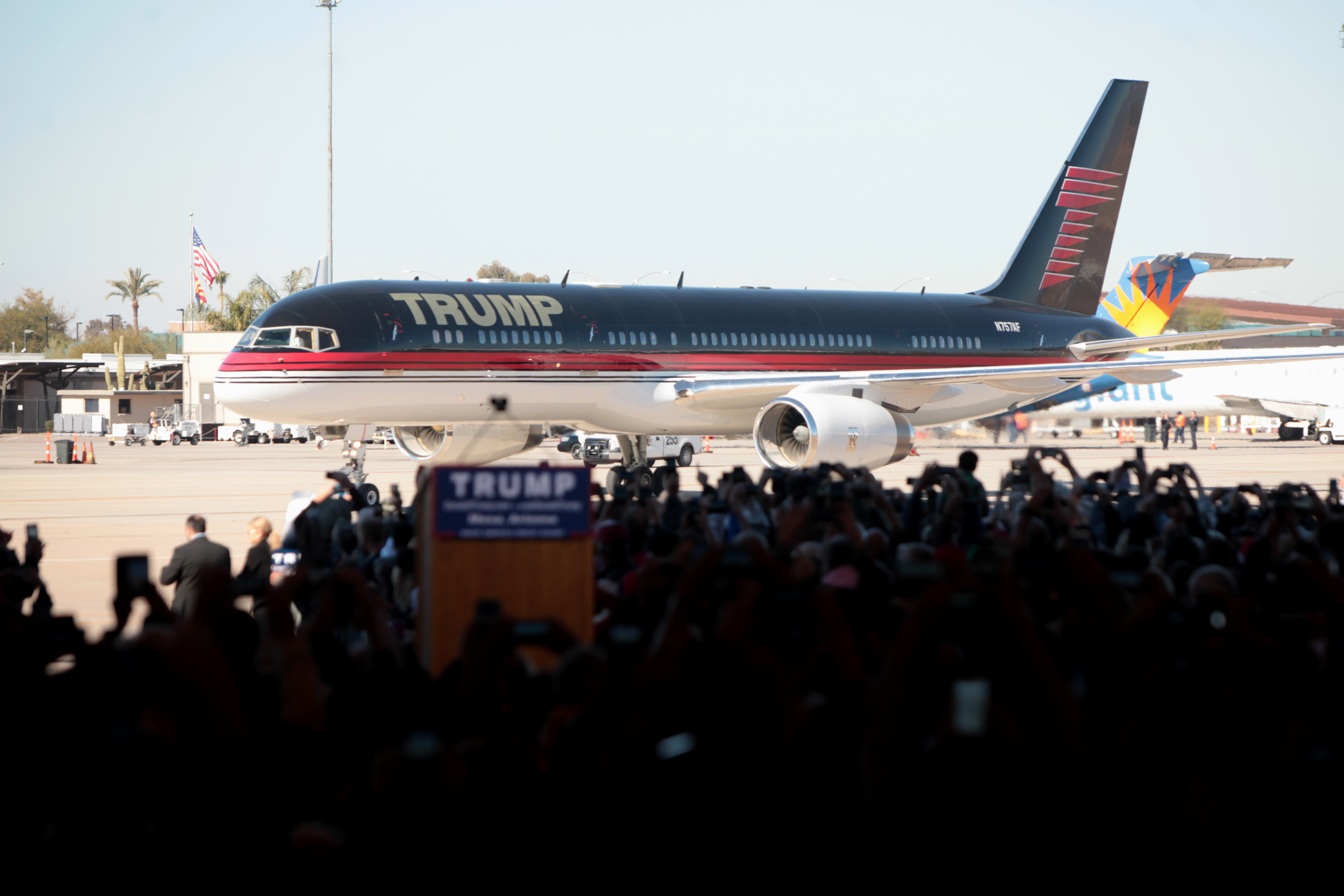
Le 757 de Donald Trump juste avant un meeting à Mesa (Arizona) en 2015.

En 2011, le milliardaire Donald Trump achète l'ancien 757 de Paul Allen, le fondateur de Microsoft. Il le fait aménager de manière luxueuse et excentrique : chambre principale, chambre d'amis, salle à manger, salle de cinéma et robinetterie en or. Il s'en sert comme avion de campagne pour l'élection présidentielle de 2016, y compris durant la campagne républicaine de 2015-2016, faisant parfois des rassemblements dans les aéroports, juste devant l'avion surnommé Trump Force One,. Il est néanmoins obligé durant son mandat présidentiel de voyager avec le Boeing VC-25 présidentiel disposant de caractéristiques de sécurités uniques, utilisé comme Air Force One.

## Utilisateurs et commandes

### Opérateurs
En juillet 2011, les principaux opérateurs du 757 sont Delta Air Lines, American Airlines et United Airlines. Delta Air Lines est le plus gros, avec une flotte de 127 appareils en juillet 2019, contre 185 en 2011. En 2007, la plus grande flotte est celle d'American Airlines, avec 142 avions, date où la compagnie retire ses modèles à moteurs Pratt & Whitney PW2000 acquis via la TWA pour s'aligner sur une flotte uniquement motorisée avec des Rolls-Royce RB211 ; en juillet 2019, la flotte d'American Airlines compte 34 appareils. Delta acquiert par la suite 17 anciens 757 d'American Airlines et obtient, en octobre 2008, 45 appareils 757 supplémentaires via sa fusion avec Northwest Airlines.

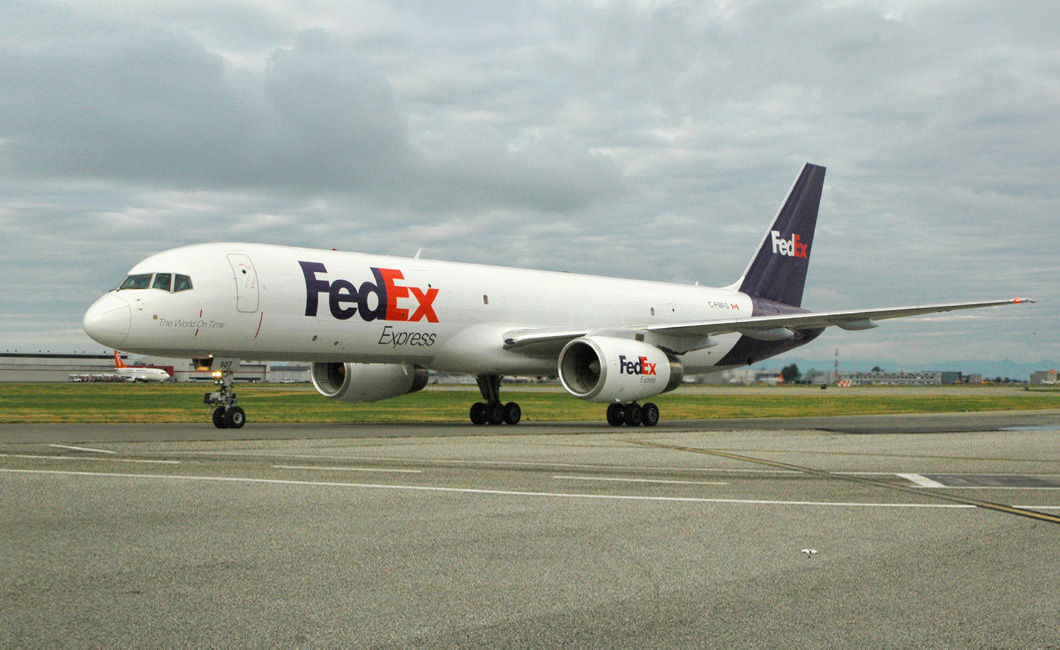
En juillet 2019, FedEx Express est le plus gros opérateur du 757-200SF.

En 2011, l'opérateur cargo qui possède le plus de 757 est UPS Airlines, qui exploite une flotte de 75 appareils 757-200PF. Le principal opérateur du 757-200SF converti est FedEx Express, avec 30 appareils. DHL Aviation et ses sociétés affiliées DHL Air UK, DHL Latin America, European Air Transport Leipzig et Blue Dart Aviation, utilisent plus de 40 appareils 757 cargo de plusieurs versions. En juillet 2019, les principaux opérateurs des versions cargo sont FedEx (111), UPS Airlines (75) puis DHL et SF Airlines (29).
Le client de lancement commun British Airways exploite le 757-200 pendant 27 ans avant de le retirer du service en novembre 2010. Le 4 octobre 2010, pour fêter la retraite de la flotte, la compagnie dévoile un de ses trois derniers 757-200 dans un livrée de style rétro assortie au schéma de couleur utilisé quand l'avion a été mis en service en 1983. Par la suite, le modèle reste en service dans la filiale de la compagnie, OpenSkies.
En juillet 2011, 989 appareils, toutes versions confondues, sont en service dans les compagnies aériennes. Les opérateurs comprennent Delta Air Lines (185), American Airlines (122), United Airlines (96), Continental Airlines (57), UPS Airlines (75), FedEx Express (30), Thomson Airways (25), US Airways (24) et d'autres compagnies aériennes avec moins d'appareils de ce type. Sept ans plus tard, en juillet 2019, 655 appareils, sont en service dans les compagnies aériennes. Les principaux opérateurs sont Delta Air Lines (127), FedEx (111), United Airlines et UPS Airlines (75 chacun) et American Airlines (34). Pendant toute la durée du programme, 1 049 appareils ont été commandés et livrés, et 1 050 exemplaires construits. Le constructeur retient le prototype pour des fins d'essais.

### Commandes et livraisons
| Année      | 1978 | 1979 | 1980 | 1981 | 1982 | 1983 | 1984 | 1985 | 1986 | 1987 | 1988 | 1989 | 1990 | 1991 |
| Commandes  | 38   | 0    | 64   | 3    | 2    | 26   | 2    | 45   | 13   | 46   | 148  | 166  | 95   | 50   |
| Livraisons | 0    | 0    | 0    | 0    | 2    | 25   | 18   | 36   | 35   | 40   | 48   | 51   | 77   | 80   |

| Année      | 1992 | 1993 | 1994 | 1995 | 1996 | 1997 | 1998 | 1999 | 2000 | 2001 | 2002 | 2003 | 2004 | 2005 | Total |
| Commandes  | 35   | 33   | 12   | 13   | 59   | 44   | 50   | 18   | 43   | 37   | 0    | 7    | 0    | 0    | 1 049 |
| Livraisons | 99   | 71   | 69   | 43   | 42   | 46   | 54   | 67   | 45   | 45   | 29   | 14   | 11   | 2    | 1 049 |

Sources : la société Boeing a publié les données sur les commandes et les années de production, jusqu'à la fin du programme en octobre 2004,.
| Modèle    | Code OACI | Commandés | Livrés |
| --------- | --------- | --------- | ------ |
| 757-200   | B752      | 913       | 913    |
| 757-200M  | B752      | 1         | 1      |
| 757-200PF | B752      | 80        | 80     |
| 757-300   | B753      | 55        | 55     |
| Total     | Total     | 1 049     | 1 049  |

## Incidents et accidents
Jusqu'en novembre 2017, le 757 a été impliqué dans 29 incidents et accidents aériens, dont huit avec destruction de l'avion. Sept accidents et onze détournements ont entraîné la mort de 575 occupants. Le 2 octobre 1990, le premier événement fatal impliquant l'avion est la collision entre un Boeing 737 de Xiamen Airlines détourné et un 757 de China Southern Airlines sur une piste de l'aéroport international de Canton-Baiyun, en Chine, causant la mort de 46 des 122 personnes à bord. Le 11 septembre 2001, les pirates de l'air font s'écraser le vol American Airlines 77 dans Le Pentagone, à Arlington, en Virginie, tuant les 64 personnes à bord et 125 autres au sol, et le vol United Airlines 93, également détourné, s'écrase près de Shanksville en Pennsylvanie, tuant les 44 personnes à bord.

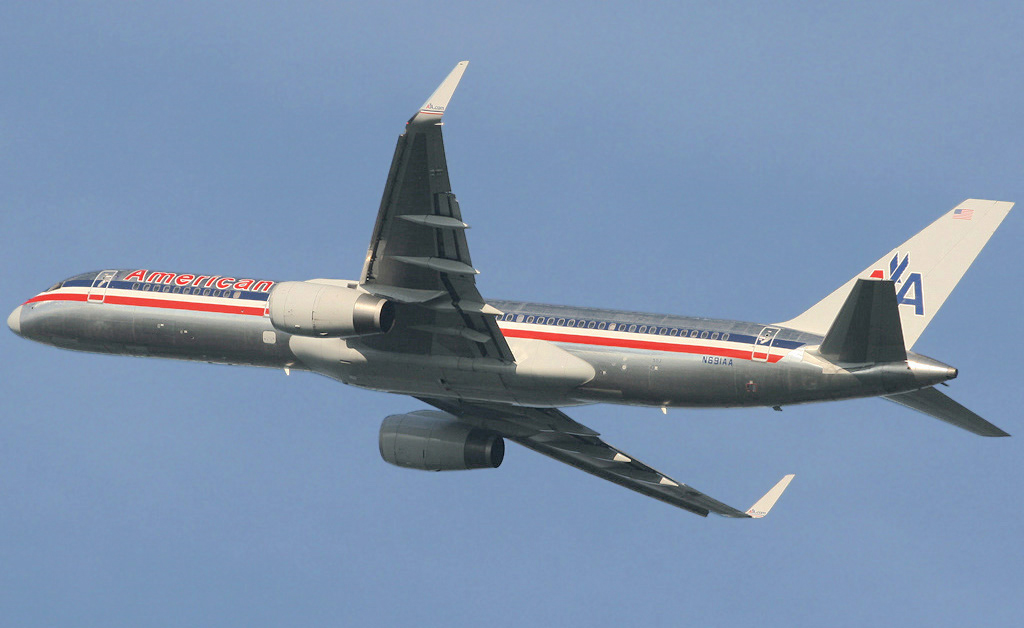
En janvier 2011, la FAA demande des inspections de fuselage après la perte d'un panneau de revêtement supérieur en vol par un 757 d'American Airlines.

Les accidents impliquant une erreur humaine sont : celui du vol American Airlines 965, qui s'écrase sur une montagne à Buga en Colombie le 20 décembre 1995, tuant 151 passagers et huit membres d'équipage, laissant quatre survivants ; une collision en vol du vol DHL 611 près d'Überlingen, Baden-Wurttemberg en Allemagne le 1er juillet 2002, causant la mort des deux personnes à bord plus 69 dans un Tupolev Tu-154. L'accident du vol 965 d'American Airlines est attribué à une erreur de navigation de la part de l'équipage, tandis que celui du vol 611 de DHL est la conséquence d'erreurs du contrôle du trafic aérien. Les accidents attribués une désorientation du pilote à cause d'instruments mal entretenus sont ceux du vol Birgenair 301 le 6 février 1996 à Puerto Plata en République dominicaine qui entraîne la mort des 189 passagers et de l'équipage, et du vol AeroPerú 603 le 2 octobre 1996 au large des côtes de la province de Pacasmayo au Pérou dans lequel les 70 personnes à bord sont tuées. Dans l'accident de Birgenair, les enquêteurs ont découvert que l'avion avait été entreposé à l'extérieur sans les protections nécessaires des tubes de Pitot, ce qui a permis à des insectes et des débris de s'accumuler dedans, tandis que dans l'accident d'AeroPerú, les bandes protectrices recouvrant les prises de pression statique n'avaient pas été retirées.
Deux accidents d'avions privés sont attribués à des turbulences de sillage provenant de 757. Le 18 décembre 1992, un Cessna Citation s'écrase près de l'aéroport international de Billings Logan, à Billings dans le Montana, tuant les six personnes à bord ; et le 15 décembre 1993, un IAI Westwind s'écrase près de l'aéroport John-Wayne en Californie et les cinq personnes à bord sont tuées. Les deux avions ont volé à moins de 5,56 km (3 milles nautiques) derrière un 757. La FAA a par la suite fixé la séparation requise entre les petits avions et les 757 de 7,41 à 9,26 km (de 4 à 5 milles nautiques).
Le 14 septembre 1999, le 757-200 du vol Britannia Airways 226A s'écrase au sol près de l'aéroport de Gérone-Costa Brava, en Espagne, pendant un orage ; le fuselage de l'avion s'est cassé en plusieurs morceaux, mais les 245 occupants ont pu évacuer sans problème. Le 25 octobre 2010, le 757 du vol 1640 American Airlines, entre Miami et Boston, est retourné en toute sécurité à Miami après avoir perdu un panneau de revêtement de fuselage de 61 cm à une altitude d'environ 9 450 mètres. Après avoir enquêté sur l'incident, la FAA demande à tous les utilisateurs de 757 aux États-Unis d'inspecter régulièrement les sections supérieures du fuselage de leurs appareils pour la fatigue structurelle.

## Caractéristiques
|                                    | 757-200                                                      | 757-200PF                                                    | 757-300                                                      |
| ---------------------------------- | ------------------------------------------------------------ | ------------------------------------------------------------ | ------------------------------------------------------------ |
| Équipage du cockpit                | Deux                                                         | Deux                                                         | Deux                                                         |
| Nombre de sièges                   | 200 (deux classes) 239 (une classe)                          | Aucun                                                        | 243 (deux classes) 289 (une classe)                          |
| Volume des soutes                  | 43,3 m3                                                      | 43,3 m3                                                      | 43,3 m3                                                      |
| Longueur                           | 47,32 m                                                      | 47,32 m                                                      | 54,47 m                                                      |
| Envergure                          | 38,00 m (41,10 m avec winglets)                              | 38,00 m (41,10 m avec winglets)                              | 38,00 m (41,10 m avec winglets)                              |
| Hauteur                            | 13,56 m                                                      | 13,56 m                                                      | 13,56 m                                                      |
| Surface alaire                     | 181,25 m2                                                    | 181,25 m2                                                    | 181,25 m2                                                    |
| Flèche de l'aile                   | 25°                                                          | 25°                                                          | 25°                                                          |
| Allongement                        | 7,97 m                                                       | 7,97 m                                                       | 7,97 m                                                       |
| Empattement                        | 18,29 m                                                      | 18,29 m                                                      | 22,35 m                                                      |
| Largeur de la cabine               | 3,54 m                                                       | 3,54 m                                                       | 3,54 m                                                       |
| Longueur de la cabine              | 36,09 m                                                      | 36,09 m                                                      | 43,21 m                                                      |
| Masse à vide                       | 57 840 kg                                                    | 57 840 kg                                                    | 64 590 kg                                                    |
| Masse maximale au décollage (MTOW) | 115 680 kg                                                   | 115 680 kg                                                   | 123 600 kg                                                   |
| Distance de décollage à MTOW       | 2 911 m                                                      | 2 911 m                                                      | 2 926 m                                                      |
| Vitesse de croisière               | Mach 0,8 850 km/h à l'altitude de croisière de 10 660 m      | Mach 0,8 850 km/h à l'altitude de croisière de 10 660 m      | Mach 0,8 850 km/h à l'altitude de croisière de 10 660 m      |
| Autonomie, en charge               | (7 222 km 7 600 km avec winglets                             | (5 834 km                                                    | 6 287 km 6 658 km avec winglets                              |
| Capacité de carburant              | 43 490 L                                                     | 42 680 L                                                     | 43 400 L                                                     |
| Plafond                            | 12 800 m                                                     | 12 800 m                                                     | 12 800 m                                                     |
| Moteurs (×2)                       | Rolls-Royce RB211 ; Pratt & Whitney PW2037, PW2040 ou PW2043 | Rolls-Royce RB211 ; Pratt & Whitney PW2037, PW2040 ou PW2043 | Rolls-Royce RB211 ; Pratt & Whitney PW2037, PW2040 ou PW2043 |
| Poussée unitaire                   | RR : 166-191,71 kN ; PW : 171-194,54 kN                      | RR : 166-191,71 kN ; PW : 171-194,54 kN                      | RR : 166-191,71 kN ; PW : 171-194,54 kN                      |

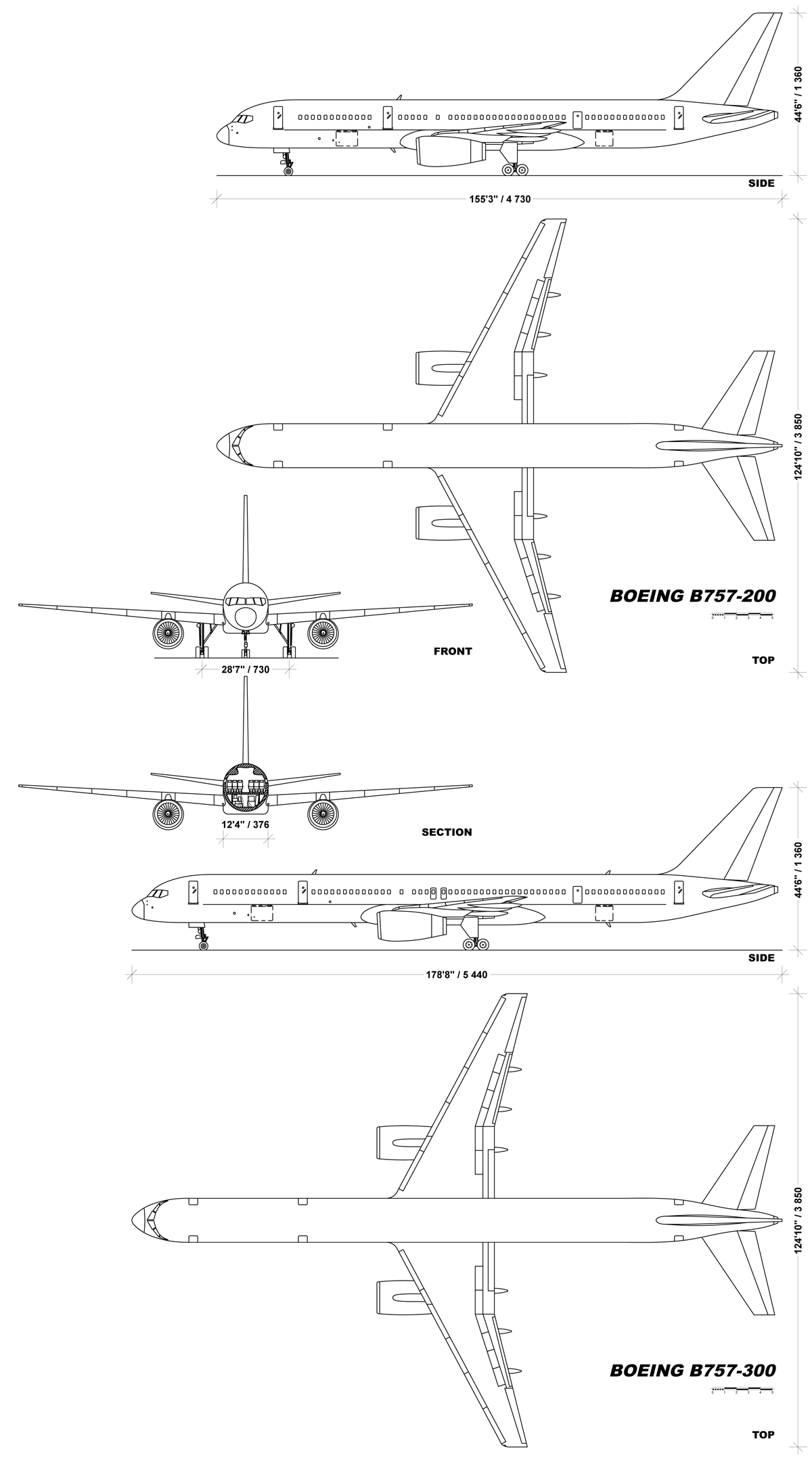
B 757

Sources : rapport de planification aéroportuaire du Boeing 757, caractéristiques du Boeing 757,, et données sur les winglets du Boeing 757,.
* La vitesse est donnée à l'altitude, pas au niveau de la mer. Voir la page de la NASA sur le calcul du nombre de Mach pour des explications du nombre de Mach et des exemples de calcul.